# Tod im Hochsommer

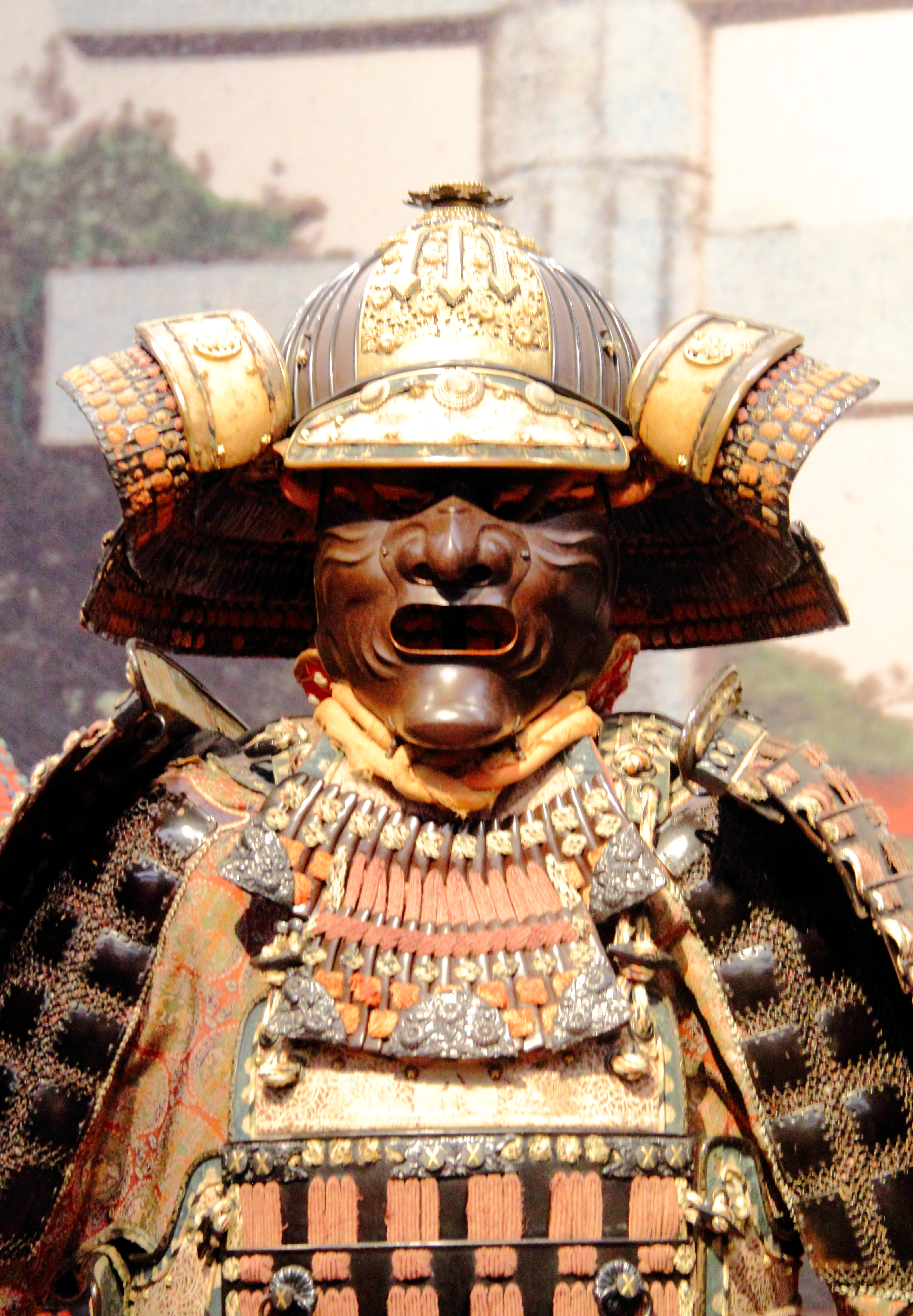
Auf dem Titelbild der englischen Erstausgabe posiert Mishima in der klassischen Samurai-Pracht.

Tod im Hochsommer (真夏の死, Manatsu no Shi) ist eine Sammlung von Kurzgeschichten des japanischen Schriftstellers Yukio Mishima, die am 17. Januar 1966 bei Shinchosha veröffentlicht wurde. Die Sammlung trägt ihren Namen durch die 1953 veröffentlichte Kurzgeschichte Tod im Hochsommer.
Eine erweiterte Edition erschien Ende 1966, ebenfalls bei Shinchosa. Diese enthält zusätzlich noch das Theaterstück Komachi am Grab.
Tod im Hochsommer gewann im Mai 1967 den Prix Formentor-Literaturpreis in Mallorca, Spanien.
Die deutsche Übersetzung erschien 1986 beim Rowohlt Verlag.

## 1. Geschichte:Tod im Hochsommer

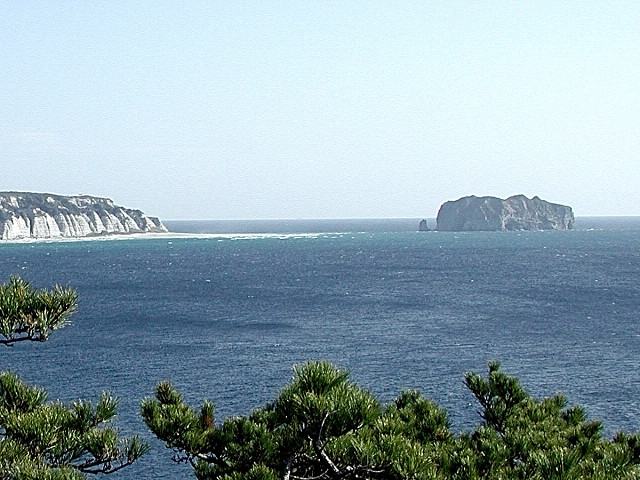
Die titelgebende Geschichte Tod im Hochsommer behandelt die Reaktionen einer Familie, nachdem zwei ihrer Kinder im Meer der Izu-Halbinsel ertrunken sind.

Tod im Hochsommer (japanisch 真夏の死, Manatsu no Shi) ist die titelgebende Kurzgeschichte und wurde originär am 15. Februar 1953 bei Sogensha veröffentlicht. Sie ist zugleich die längste Geschichte der Sammlung.
Die Erzählung behandelt die Reaktionen und Gefühle einer Familie, nach dem Tod ihrer beiden Kinder und einer engen Verwandten.

### Handlung
Die Geschichte beginnt mit einem Epigraph von Charles Baudelaire:

„Der Tod bedrückt uns noch mehr in der stattlichen Regentschaft des Sommers.“

Die junge Mutter Tomoko Ikuta macht mit ihrer fünfjährigen Tochter Keiko, ihren Söhnen Kiyoo und Katsuo, drei bzw. sechs Jahre alt, und ihrer Schwägerin Yasue, einen Sommerurlaub auf der Izu-Halbinsel. Um der erdrückenden Hitze zu entkommen, hält sie einen Mittagsschlaf im Hotel, während Kiyoo und Katsuo unter Aufsicht Yasues an den Strand gehen.
Um nicht zu braun zu werden, versteckt sich Yasue unter ihrem Sonnenschirm, während die drei Kinder am Rand des Wassers Fangen spielen. Keiko und Kiyoo verfangen sich in einem Sog und werden unter Wasser gezogen; Yasue eilt ihnen zur Hilfe, kollabiert aber im Wasser durch einen stressbedingten Herzinfarkt. Besucher am Strand bemerken Yasues Untertauchen und ziehen ihren Körper aus dem Wasser. Von den zwei verschwundenen Kindern haben sie nichts mitbekommen.
Als Tomoko von Yasues Schwimmunfall mitbekommt, sprintet sie zum Rasen am Strand und sieht dort einen Mann Mund-zu-Mund-Beatmung praktizieren. Vier Stunden später gibt der Arzt seine Bemühungen auf, Yasue aus ihrem Koma zu wecken. Erst dann erfährt Tomoko von ihrem jüngsten Sohn Katsuo, dass seine Geschwister ertrunken sind. Nach Sonnenuntergang bemühen mehrere Männer aus der Umgebung vergeblich eine Suchaktionen. Am nächsten Tag sendet Tomoko ihrem Ehemann Masaru ein Telegramm und informiert ihn über seine verstorbene Schwester sowie das Verschwinden Kiyoos und Keikos.
Masaru verlässt augenblicklich Tokio und reist zur Izu-Halbinsel. Als er ankommt, kniet Tomoko vor ihrem Ehemann und sagt, der Unfall sei ganz ihre Schuld. Masaru äußert sein Verständnis und tröstet seine Frau. In den Folgetagen durchläuft das Ehepaar starke Emotionen. Tomoko ist verärgert darüber, dass ihr Ehemann um seine Schwester trauert, da sie glaubt, dies vermindere seine Gefühle gegenüber seinen verschwundenen Kindern. Auf der Beerdigung entschuldigt sie sich bei Masarus Eltern und nimmt die Schuld auf sich, zu ihren eigenen Eltern hingegen sagt sie: „Aber wen sollten sie denn eigentlich bemitleiden? Habe ich nicht erst gerade zwei Kinder verloren? Trotzdem macht mir jeder Vorwürfe!“ Auch in den folgenden Monaten kämpft Tomoko mit ambivalenten Gefühlen: zeitweise verlangt sie eine Strafe dafür, ihre Kinder allein gelassen zu haben, zeitweise möchte sie Sympathie für ihren Verlust.
Durch den Vorfall wird Tomoko zunehmend paranoider, dass ein weiterer Unfall passieren könnte. Weil Masaru einen Autounfall verursacht hat, lässt sie Katsuo nicht mehr mit ihrem Vater im Auto fahren. Als die Familie eine Grabstätte besucht, verbietet sie Katsuo aus einem öffentlichen Springbrunnen zu trinken. Aus Angst vor Keimen trägt sie stattdessen nur noch gekochtes Wasser mit sich, das Katsuo trinken soll. Auf dem Rückweg von der Grabstätte kauft Tomoko ihrem Sohn ein Spielzeug und – im Irrglauben, Kiyoo und Keiko warteten Zuhause – überlegt sie, ihren anderen Kindern auch etwas zu kaufen. Um möglichst wenig über den Unfall nachzudenken, geht Tomoko immer häufiger auf Konzerte und fängt an, zu nähen.
Im Winter erfährt Tomoko, dass sie schwanger ist. In ihrer großen Freude beginnen sie und ihr Ehemann Masaru die Ereignisse des Sommers immer mehr zu verarbeiten. Sie fühlen sich langsam wie Zuschauer statt als Opfer des Unfalls. Im folgenden Sommer wird schließlich ihre Tochter Momoko geboren. Zu ihrem ersten Geburtstag wünscht sich Tomoko, erneut einen Sommerurlaub auf der Izu-Halbinsel zu machen. Als die Familie am Strand sieht, beobachtet Masaru einen Gesichtsausdruck auf Tomokos Gesicht, der ähnlich aussieht wie noch damals beim Unfall. Sie starrt in die weite See, mit einem Ausdruck, als ob sie auf etwas wartete.

### Erzählstil
Mishima bedient sich für Tod im Hochsommer des auktorialen Erzählstils, heißt, der Erzähler ist allwissend: Er kennt alle Gedanken, Zusammenhänge und Entwicklungen der Geschichte.
Die Signifikanz dieser Erzählweise offenbart sich insbesondere durch die Nebenrollen. So vermittelt er die Gefühle der Kinder Kiyoo, Keiko und Katsuo durch eine Kombination kurzer dramatischer Vorfälle und eigener Kommentierung. Er zeigt Yasues Unsicherheit auf und erklärt damit sowohl, wieso diese sich von der jüngeren Tomoko dominieren lässt und weshalb sie die Kinder allein am Wasser gelassen hat. Ebenso etabliert er durch die Beschreibung äußerer und innerer Vorgänge Tomokos Ehemann Masaru als Stereotyp des modernen japanischen Ehemannes: Er ist mehr mit seinem Beruf verheiratet als mit seiner eigentlichen Ehefrau und die Zuneigung, die er von ihr erwartet, ist gleichermaßen ehelich wie mütterlich.
Am wichtigsten wird der Erzählstil hingegen bei der Protagonistin, Tomoko. Ebenfalls durch eine Kombination äußerer Vorgänge, innerer Gedanken und eigener Kommentierungen, vermittelt er die Komplexität der Gefühlswelt einer Frau, die ihre Kinder durch einen Unfall verloren hat und sich zumindest partiell dafür verantwortlich fühlt.

### Themen
Zentrales Thema der Erzählung ist die Omnipräsenz des Todes und die Akzeptanz des Schicksals.
Die See agiert als Sinnbild der zeitlosen Realität, die Tomoko hinter ihrer komfortablen Mittelschicht-Fassade erkennen muss: die Omnipräsenz des Todes und die individuelle Entwicklung, diese Omnipräsenz anzuerkennen.
Mishima zeigt mit Kiyoo und Keiko zwei Personen, die sich kurz vor dem Unfall zwar der Wirkung des Todes bewusst sind, aber noch zu jung, um dessen Omnipräsenz zu erkennen. Auch Tomoko ist noch zu jung und unschuldig, um sich der Gegenwärtigkeit des Todes bewusst zu sein. Mishimas Beschreibung ihres Schlafes betont dessen Jugend- und Weiblichkeit und vergleicht sie mit Dornröschen; im Gegensatz zu Dornröschen wird sie aber nicht durch einen Prinzen an die Realität erinnert, sondern durch die Kraft der See, die ihre beiden Kinder genommen hat. Essentiell ist auch, dass Tomoko während des Unfalls nicht anwesend war und Yasue die Todeserfahrung an ihrer Stelle erlebt hat. Tomoko nimmt dadurch sowohl am Tod ihrer Kinder teil, aber nur indirekt. Dadurch erst entwickelt sie das Bewusstsein über die menschliche Sterblichkeit.
Anfangs hat Tomoko ein solches Bewusstsein nicht. Sie reagiert auf den Unfall auf einer rein personellen und sozialen Ebene, indem sie sich darum sorgt, wie sie die schlechten Nachrichten Masaru und seinen Eltern überbringen soll. Dasselbe gilt auch für Masaru: Sein erster Gedanke ist, genug Geld mitzunehmen, um die Kosten der Ärzte und Bestatter bezahlen zu können. Tomokos Gefühle bestehen zum Anfang vor allem aus ihrem Gedanken, ein Opfer des Schicksals zu sein. Dies ändert sich über die Geschichte und am Ende ist ihr Verständnis des Lebens und Todes tiefgründiger, aber auch tragischer als das Masarus.

### Hintergrund
Mishima wurde zu der Geschichte auf seiner Reise nach Griechenland inspiriert, als auf der Izu-Halbinsel zwei Jungen verschwanden und nach intensiven Suchaktionen tot am Strand gefunden wurden. Um die Unvermeidbarkeit des Schicksals in den Mittelpunkt zu stellen, entschied sich Mishima, entgegen konventionellen Erzählweisen die Klimax der Geschichte an den Anfang zu stellen. Die Herangehensweise verlangte dem jungen Autor eine Menge ab und er formulierte die Sorge, den Leser zu langweilen, wenn sich die Geschichte nicht auf einen Höhepunkt hinbewegt.

## 2. Geschichte:Eine Million Yen in Reiskuchen

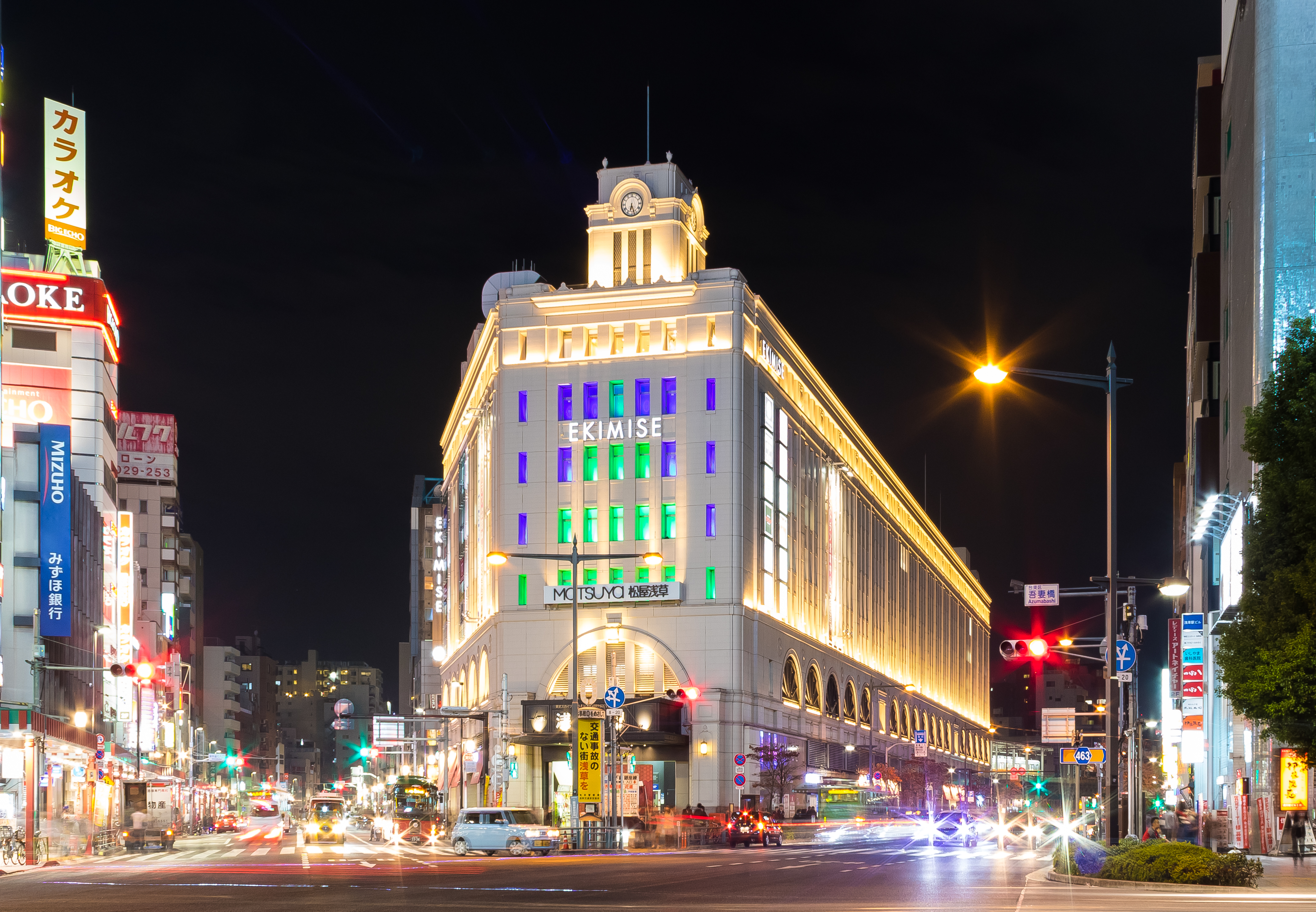
Eine Million Yen in Reiskuchen spielt im schillernden Asakusa-Bezirk.

Eine Million Yen in Reiskuchen (japanisch 百万円煎餅, Hyakuman'en senbei), in älteren Übersetzungen noch Drei Millionen Yen genannt, ist eine im September 1960 veröffentlichte Kurzgeschichte. Sie erschien später gemeinsam mit Patriotismus und Stern in der Sammlung Sutā.
Sie erzählt von einem frischverheirateten Ehepaar, das aus Hoffnung auf eine gute Zukunft akribisch ihr Geld zusammenspart. Um ihr Ziel zu erreichen, nehmen sie an bizarren Sexfeiern von reichen, gelangweilten Kunden teil.
Innerhalb Japans gilt Eine Million Yen in Reiskuchen als eine der bekanntesten Kurzgeschichten.

### Handlung
In einer heißen und schwülen Nacht trifft sich das frische Paar Kenzo und Kiyoko mit einer unbekannten Frau mit dem Namen „Tante“ im „Neue Welt“, einem Kaufhaus im schillernden Asakusa-Bezirk. Auf dem Dach von „Neue Welt“ erstrahlen die grellen Neonlichter einer fünfstöckigen Pagode, an deren Platz zuvor ein Teich stand. Da es erst 21 Uhr ist, betritt das Paar das Gebäude und schaut sich dort Spielzeuge und das Tokyo-Tower-Modell an.
Die Frischvermählten haben einen festen Lebensplan für die Zukunft gefasst. Er verfügt über drei Sparbücher namens „X-Plan“, „Y-Plan“ und „Z-Plan“, die für Elektrogeräte, Möbel und ein Haus reserviert sind. Da sie von einem Freund und frischgebackenen Vater erfuhren, wie teuer ein Kind ist, entschieden sie sich für eine „geplante Geburt“. Sie wollen also erst Kinder haben, wenn sie es sich auch wirklich leisten können.
Es wird schnell klar, dass Kenzo zynisch gegenüber „Nörglern“ eingestellt ist, die vom modernen Japan enttäuscht sind. Er glaubt, solange man die Natur respektiert und hart arbeitet, ist jeder in der Lage, etwas im Leben zu erreichen. Inmitten seines Monologs wird Kenzo durch ein Plastikspielzeug abgelenkt, das kleine Modellraketen in die Luft schießt. Kenzo drückt den Knopf und die abgeschossene Rakete landet in der Süßwarenabteilung auf einem Dreierpack Millionen-Yen-Reiskuchen, einem Reiskuchen in Gestalt eines Geldscheins. Gegen Kiyokos Widerstand, es sei zu teuer, kauft er ein Paket des Millionen-Yen-Reiskuchens.
Während sie die Reiskuchen essen, überredet Kenzo seine skeptische Frau, eine Runde auf dem Fahrgeschäft 20.000 Meilen unter dem Meer zu fahren. Sie ist nicht begeistert, da man für den Ticketpreis auch einen „guten Fisch“ hätte kaufen können, lässt sich aber am Ende darauf ein. Als zweite Attraktion besuchen sie Magic Land und die aufgestellten Zwerge gemahnen Kenzo der Kinder, die das Paar bisher noch nicht hat. Während sie durch die Hallen der Ausstellung laufen, schwärmen die beiden von dem schönen Leben, das vor ihnen liegt, wenn sie erst einmal genug Geld gespart haben werden.
Der Zeitpunkt ist eingetreten und das Paar geht zum vereinbarten Treffpunkt im 3. Stock des Kaufhauses. „Tante“ begrüßt die beiden und führt sie zu einer Villa in Nakano, in der bereits drei Frauen und zwei Männer warten. Auf „Tantes“ Kommando zieht sich das Paar aus und hat Sex vor den unbeeindruckten Augen der Zuschauer. Um Mitternacht ist die „Show“ vorbei und eine genervt dreinblickende „Tante“ drückt Kenzo 5000 Yen (in etwa 40 Euro) in die Hand.
Das Paar geht erschöpft wieder nach Hause und regt sich über das respektlose Verhalten der Zuschauer auf. Kenzo sagt seiner Frau, wie gerne er das Geld von „Tante“ zerrisse. Nervös drückt Kiyoko ihm den Rest ihres Millionen-Yen-Reiskuchens in die Hand und bittet ihn, doch stattdessen diesen zu zerreißen. Kenzo versucht es, aber der Reiskuchen ist bereits so weich und klebrig geworden, das er es nicht hinkriegt.

### Themen
Die Geschichte bildet Mishimas Abneigung gegen das Nachkriegsjapan und verwestlichte Konsumkultur ab. Das junge Paar wird jedoch eindeutig mehr als Opfer der modernen Habgier dargestellt denn als Aggressoren. Sie legen selbst ihre größten Intimitäten offen und stellen sich für wohlhabende, arrogante Kunden zur Schau, nur um sich später eine florierende Zukunft abzusichern.
Die Übernahme westlicher Einflüsse wird in mehreren Situationen der Erzählung dargestellt. So befindet sich auf dem Dach von „Neue Welt“ eine fünfstöckige Pagode in Neonlichtern, an deren Stelle vorher ein Teich platziert war. Mit dem Bildnis der Pagode wird auch der Ton der Erzählung eingeleitet: es handelt sich um eine ironische Aufdeckung der Probleme und Sorgen des durchschnittlichen Japaners der Nachkriegszeit. Die Pagode, eigentlich Symbol traditioneller Tempelkomplexe und der Schönheit des alten Japans, ist nun nicht mehr als eine leuchtende Attraktion für Touristen. Dasselbe gilt für das große, westliche Kaufhaus selbst.
Die Omnipräsenz üppigen Konsums wird durch den massiven Haufen billiger, farbenfroher Güter im Kaufhaus unterstrichen. Durch den Hinweis des Erzählers auf die Obsession Kenzos mit Spielzeugen, dem Kinderwunsch des Paares und ihrem fast krankhaften Drang, überall zu sparen, wird die Konsumbesessenheit verdeutlicht, der auch das Paar zum Opfer gefallen ist. Kenzo ist bereits derart tief in der Moderne gefangen, dass er jeden, der die Konvention hinterfragt, abstoßend findet.
Eine weitere Verbildlichung des Kontrastes zwischen alten Werten und dem modernen Konsum wird durch die Packung der Eine-Million-Yen-Reiskuchen deutlich. Die auf den Geldscheinimitationen abgebildete Person ist die des glatzköpfigen Kaufhauseigentümers und ersetzt damit Shōtoku, einen Prinzen, der den Buddhismus nach Japan gebracht haben soll.

### Charaktere
- Kenzo – er trägt ein Unterhemd, blaue Jeans und Geta. Er ist blass und muskulös und dementsprechend beliebt bei Frauen, hat aber aus Liebe zu seiner Ehefrau jede Gelegenheit abgelehnt. Wie seine Ehefrau ist er erpicht darauf, zu sparen, hat aber im Gegensatz zu ihr vereinzelt den Wunsch, sein Geld auszugeben.

- Kiyoko – sie trägt ein ärmelloses Kleid, eine große rosa Lackhandtasche und die hellblaue Sporthemdjacke ihres Mannes. Obwohl es genug Männer gibt, die sich für sie interessieren, hat sie nur Augen für ihren Ehemann. Sie hat ein „süßes“, „kleines, rundes Gesicht“, das an ein „grimmiges kleines Tier“ erinnert. Sie lacht kaum und ist besonders erpicht, ihr Geld zu sparen, um später ein gutes Leben zu leben.

- Tante – eine zierliche, ältere Frau in vornehmen Kleidern, die Sex-Shows vermittelt. Sie nimmt Kenzo und Kiyoto vom Bahnhof über Umweg zu einer unbekannten Adresse in Nakano, bei der Türschild und sämtliche andere Erkennungszeichen überklebt sind.

### Hintergrund
Am 26. Juni 1960, auf dem Heimweg vom Schwimmen im Pool des Shinagawa-Prince-Hotels, aß Mishima mit Freunden in Ginza zu Abend. Auf dem Weg hielt er im neuerbauten Neue-Welt-Kaufhaus in Asakusa an und war fasziniert von der Umgebung. Zu dem Zeitpunkt arbeitete er bereits an Eine Million Yen in Reiskuchen, konnte sich aber noch auf kein Setting festlegen. Das Neue-Welt-Kaufhaus sollte besagtes Setting werden.
Tatsächlich wurde im Kaufhaus auch ein Reiskuchen in Form eines Geldscheines mit dem Namen Millionen-Yen-Senbei verkauft. Mishima kam die Idee, diesen als „symbolische Requisite, die die ganze Geschichte zusammenfügt“ zu verwenden.
Auch in etwa um diese Zeit wurden in Zeitschriften Gerüchte laut, dass reiche Geschäftsleute heimliche „Sexpartys“ veranstalten. Mishima meinte jedoch, davon zu dem Zeitpunkt nichts gehört zu haben:

„Eine Million Yen in Reiskuchen war eigentlich eine ironische Kurzgeschichte. […] Als ich später von einem Pendler hörte, dass in einem Autowaschhaus genau das geschehen sei, war ich überrascht über die Übereinstimmung von Fantasie und Realität.“

Einzelne Aspekte der Geschichte entnahm Mishima zeitgenössischen Ereignissen. Auf die Idee, den Kinderwunsch des Paares in den Vordergrund zu stellen, kam er, als die Regierungsspitze Japans eine Kampagne zur Empfängnisverhütung initiierte und jungen Paaren zur „sorgfältigen Familienplanung“ riet.

## 3. Geschichte: Thermosflaschen

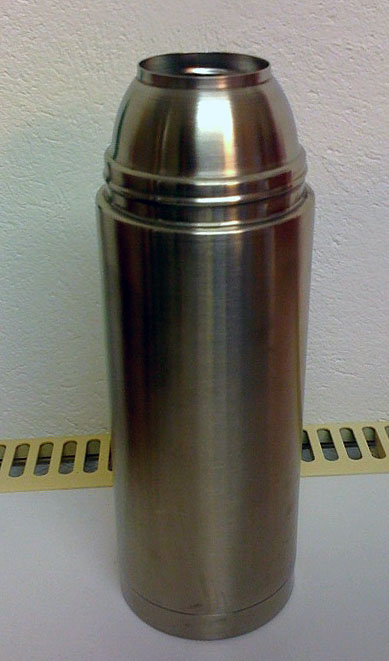
Eine handelsübliche Thermosflasche bildet das Symbol der Angst in der Erzählung.

Thermosflaschen (japanisch 魔法瓶, Mahōbin) ist eine 1962 erstmals veröffentlichte Kurzgeschichte.
Sie handelt von einem verheirateten Geschäftsmann, der auf seiner Geschäftsreise eine alte Geliebte trifft und mit ihr die Nacht verbringt. Auf seiner Rückreise nach Japan bekommt er das Gefühl, das nicht nur er untreu gewesen ist.

### Handlung
Kawase, ein japanischer Geschäftsmann, war sechs Monate lang in Los Angeles auf Geschäftsreise und verbringt die letzten Tage vor seiner Rückreise nach Japan in San Francisco. In seiner Tasche trägt er einen Brief seiner Ehefrau dabei, den er mittlerweile beinahe auswendig kann: Sein Sohn Shigeru entwickelte über die Zeit, die er weg war, eine seltsame Phobie vor Thermosflaschen. Es scheint sie jedoch nur bedingt zu stören, da sie das Pfeifen der Thermosflasche zu ihren Gunsten nutzen kann, wenn Shigeru sich nicht benimmt.
Als Kawase spazieren geht, sieht er in der Ferne eine Frau mit einem Kind, die er direkt als Japanerin wiedererkennt. Sie stellt sich vor und erzählt, was sie nach San Francisco getrieben hat: Ihr Vorgesetzter sandte sie, um die dortige Konkurrenz zu inspizieren und eventuell ein japanisches Restaurant zu eröffnen. Kawase erkennt sie direkt als die Geisha Asaka wieder, glaubt aber, dass sie sich nicht an ihn erinnert. Asaka ist eine hübsche Frau mit gut gebräunter Haut, die sich über die Jahre ihren alten, japanischen „Macken“ abgewöhnt hat und mittlerweile komplett an den Westen assimiliert ist; während sie von ihren Erfahrungen in den USA erzählt, mustert Kawase erregt ihre Schönheit. Nachdem sie davon erzählt, wie ihre Tochter Hamako immer die Cable Cars nutzen wolle, obwohl sie sich problemlos Taxis leisten könnten, vermerkt Kawase „Wie in den alten Zeiten“ und Asaka scheint sich zu erinnern.
Auf Wunsch Hamakos fahren die drei mit dem Cable Car an sämtlichen Geschäften vorbei, für die Asaka zu schwärmen anfängt: „So ein schönes Set findet man nirgendwo in Japan.“ Als sie an einem Schaufenster vorbeifahren, in dem eine Thermosflasche ausgestellt steht, erzählt sie: „Als Hamako kleiner war, hatte sie Angst vor Thermosflaschen. Immer, wenn sie sich nicht benahm, machte ich ihr mit der Flasche Angst.“
Am Abend treffen sich Asake und Kawase zu zweit zum Abendessen in einem gehobenen französischen Restaurant. Sie unterhalten sich ausgiebig über die alten Tage und alte Erinnerungen. Der Leser erfährt, dass Asake in ihrer Zeit als Geisha regelmäßig mit ihm intim wurde und obgleich sie sich nicht Beziehungspartner nannten, beide quasi eine Beziehung geführt hatten. Kawase war ein klassischer Junggeselle und hatte immer Angst vor engen Bindungen oder Familienplanungen; als Asaka ihm also gestand, von ihm schwanger zu sein, verließ er sie. Am Ende des Abends sind beide derart versessen auf die Idee, ihre alten Zeiten wiederzubeleben, dass sie sich ein Hotel buchen und miteinander schlafen.
Am nächsten Tag fliegt Kawase zurück nach Japan. Zuhause angekommen, wird er freundlich von seinem Sohn begrüßt. Kawases geistiges Bild, seine Familie sei voller Trauer während seiner Abwesenheit gewesen, scheint sich nicht zu bestätigen und er ärgert sich, dass seine Frau derart stabil wirkt, obwohl er so lange weg war. Auch am Abend, als seine Freunde ihn besuchen, wundert er sich, dass seine Frau ständig mit dem Haushalt beschäftigt ist und seit seiner Ankunft kaum mit ihm gesprochen hat. Kawase versucht vergeblich, seinen Jungen zu Bett zu bringen, und überlegt sogar, eine Thermosflasche zu Hilfe zu nehmen; zu seiner Überraschung gelingt es seinem jungen Kollegen Komiya aber ohne Probleme. Kawase wundert sich, dass Komiya offensichtlich über die Angst seines Sohnes Bescheid weiß.
Gegen 1 Uhr verlassen die Gäste das Haus und Kawase hilft seiner Frau beim Abwasch. Er fragt sie, weshalb sie ihm nicht die Thermosflasche gegeben habe, und sie antwortet: „Sie ist zerbrochen.“ Kawase fragt, ob Shigeru sie zerbrochen hat und sie schüttelt den Kopf. Er hakt nach: „Wer hat sie dann zerbrochen?“ Wie aus Affekt wird seine Frau plötzlich steif und weint. Der Erzähler erklärt, dass sich Kawase nicht traut, seine Hand auf ihre Schulter zu legen: Schließlich habe er Angst vor Thermosflaschen.

## 4. Geschichte: Der Priester des Tempels in Shiga und seine Liebe

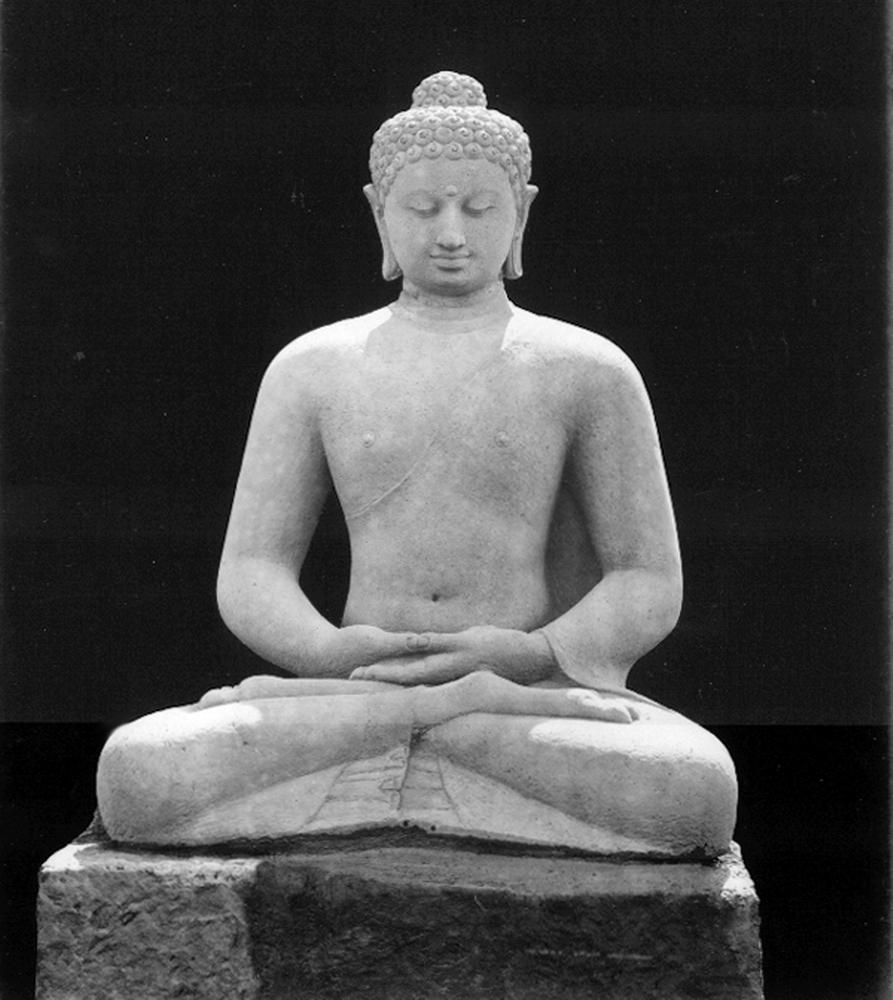
Darstellung des sitzenden Buddha Amitabha (Borobudur), die Hände in der Dhyāna-mudrā, der Geste der Konzentration auf das Dharma und das Erreichen des Bodhi.

Der Priester des Tempels in Shiga und seine Liebe (japanisch 志賀寺上人の恋, Shiga dera shōnin no koi) ist eine 1954 veröffentlichte Kurzgeschichte.
Sie handelt von einem Priester, der kurz vor seiner spirituellen Erleuchtung eine Konkubine kennenlernt und sich in sie verliebt. Er fürchtet, dass seine irdische Liebe im Konflikt mit seinem spirituellen Erwachen stehe. Als sich beide am Ende der Geschichte treffen, verlässt ihn die Konkubine enttäuscht und der Priester erreicht seine Erleuchtung.

### Handlung
Die Erzählung beginnt mit einer ausführlichen, zweiseitigen Beschreibung der atemberaubenden Umgebung, in der die Geschichte spielt. Der Shiga-Tempel besteht aus „Türmen, geschmiedet aus Gold, Silber, Lapislazuli, Kristallen, Achat und Perlen“, die Luft wird „durchhallt von Liedern der Kraniche, Gänse, Mandarinenten, Pfauen, Papageien und Kalavinka.“ Die Beschreibung ist voller buddhistischer Referenzen und macht früh deutlich, dass die Erzählung von Bodhi – der buddhistischen Erleuchtung – handelt.
Der namenlose Priester ist bloß einen Schritt von seinem spirituellen Erwachen entfernt. Diese wird ihn ins „reine Land“ führen. Der Priester ist ein gebrechlicher, alter Mann und hat sich aller physischen und irdischen Sehnsüchte entledigt; darunter auch – so glaubt er zumindest – der irdischen Liebe. Sein Herz gehört dem „reinem Lande“ und er erwartet seinen vollständigen Aufstieg in dessen Sphären.
Im Frühjahr besucht eine Konkubine den schönen Shiga-Tempel, um die Natur zu bewundern. Als der Priester die Frau sieht, ist er plötzlich überwältigt von ihrer Schönheit. Die Blicke der beiden treffen sich und erst nach einer „gefühlten Ewigkeit“ wendet sich die Frau ab und fährt weiter. Der Priester verfällt in Verzweiflung; sein Weg zum spirituellen Erwachen, den er für selbstverständlich empfunden hat, ist mit einem Augenblick vor ihm zerbrochen. Er versucht im Tempel zu Buddha zu beten, schweift aber immer wieder in Gedanken zu der Frau. Er versucht sich zu erinnern, es handele sich nicht um wahre Schönheit, sondern um eine temporäre, endliche Zusammensetzung von Fleisch; doch er zweifelt an seinen eigenen Gedanken.
Im Dorf verbreiten sich Gerüchte, dass sich der Priester in die Konkubine verliebt hat. Ein Dorfbewohner beobachtete ihn am Teich und bemerkte, dass er seit dem Zusammentreffen „verrückt“ sei. Auch die Konkubine hört das Gerücht und erinnert sich an den bizarren Blickkontakt. Sie beginnt, sich für den Priester zu interessieren: Durch ihre atemberaubende Schönheit wurde sie ihr Leben lang von allen Männern angehimmelt. Sie fühlt sich deshalb zu höheren Kräften wie der Religion hingezogen, in der ihre Schönheit als etwas ohne bestimmten Wert betrachtet wird. Der Jōdo-shū, in dem sämtliche irdische Schönheit als vergänglich betrachtet wird, fasziniert sie.
Der Priester reist zur Residenz der Konkubine in Kyōgoku, um sich selbst zu testen. Sollte er seine Liebe gestehen und sich damit gänzlich den dunklen Gedanken hingeben, ist sein Weg ins Nirwana endgültig gescheitert. Die Konkubine bemerkt den Priester und bittet die Wachen, ihn zu ignorieren. Doch je länger er an seinem Gehstock gelehnt auf sie wartet, desto mehr Angst hat sie vor ihm. Sie glaubt nicht mehr daran, dass sie durch den Priester ins „reine Land“ gelangt, vielmehr hält sie ihn aufgrund seiner offensichtlichen Hingabe für eine Falle, die sie direkt in die Hölle führen würde. Trotz ihrer Hoffnungen, der Priester würde bald zusammenbrechen, steht er ungestört über Tage in dem Garten. Eines Tages gibt sie nach und bittet ihre Hausdame, den Priester in den Palast einzuladen.
Der Priester betritt langsamen Schrittes das Zimmer der Konkubine, die vollständig in Kleider gehüllt ist, um ihre Schönheit zu überdecken, und nimmt ihre Hand. Erschrocken über die Kälte seiner Hände, realisiert die Konkubine, dass sie die Hände Buddhas berührt. Sie wartet auf eine Bitte des Priesters, die Gewänder fallen zu lassen, doch er sagt kein Wort. Viele Stunden später voller Schweigsamkeit steht der Priester auf und verlässt die Residenz; die Konkubine fühlt, dass ihr Herz gebrochen ist.
Wenige Tage macht eine Nachricht in ganz Kyōgoku die Runde: der Priester hat in einer Zelle in Shiga sitzend sein Bodhi vollendet und ist zum „reinen Land“ aufgestiegen.

## 5. Geschichte: Die sieben Brücken

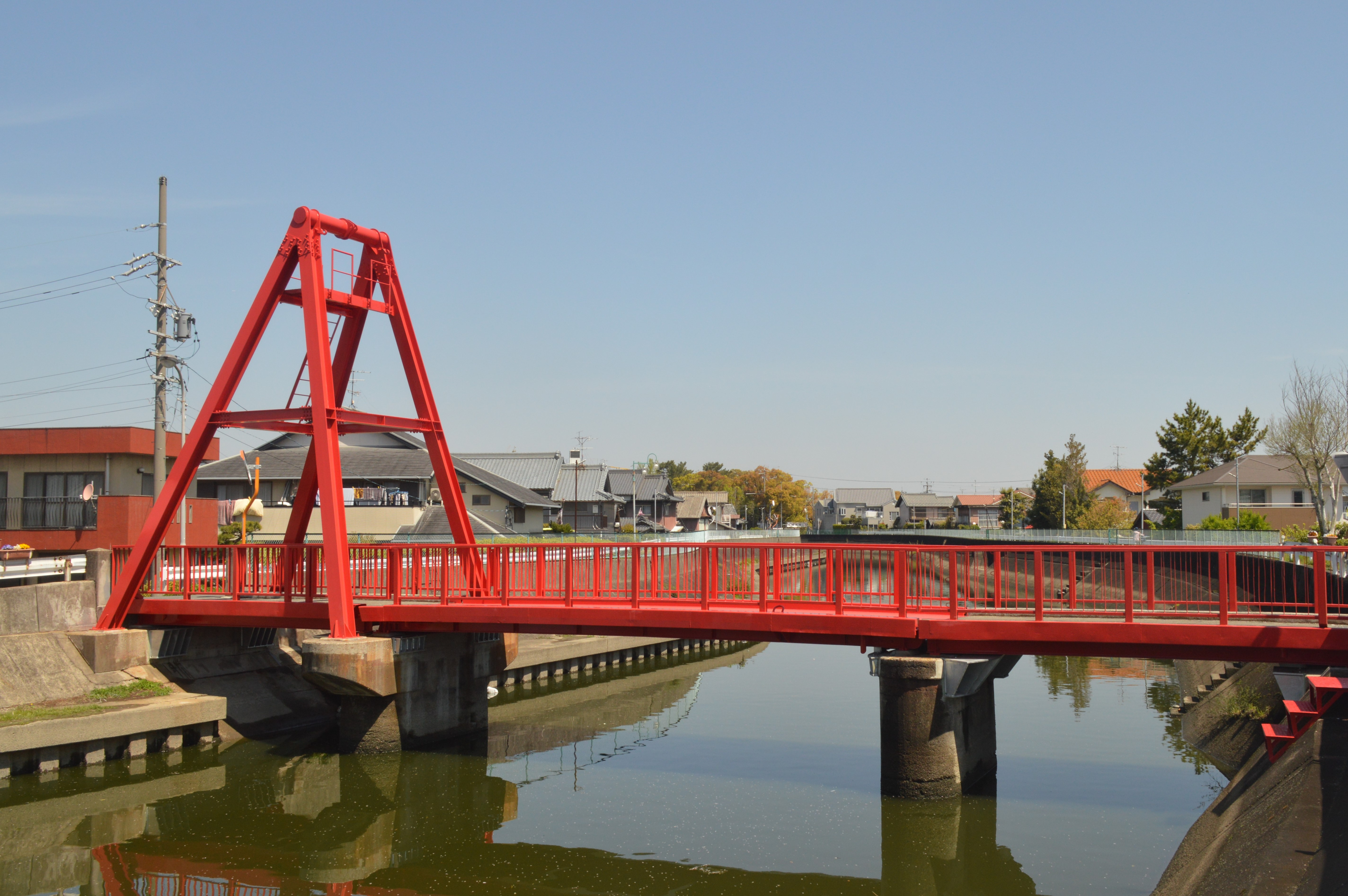
An der Miyoshi-Brücke steht heute ein Andenken an die Kurzgeschichte.

Die sieben Brücken (japanisch 橋づくし, Hashi-dzukushi) ist eine am 31. Januar 1958 veröffentlichte Kurzgeschichte, die ursprünglich im Bungei Shungu-Magazin von Bungeishunjū publiziert wurde.
Sie handelt von vier Frauen, die an Vollmond ein Ritual vollführen wollen, um ihre tiefsten Wünsche zu erfüllen. Hierfür müssen sie schweigsam sieben Brücken überqueren und beten. Nach und nach werden die selbstbewussten, hoffnungsvollen Frauen von ihrem Weg abgebracht. Nur die jüngste, schüchternste, seltsamste und verschmähteste von ihnen ist erfolgreich.

### Handlung
In der Nacht des 15. August des Lunarkalenders besucht die 22-jährige Masako ihre gleichaltrige Freundin Kanako und ihre 42-jährige Kollegin Koyumi, zwei Geishas. Der 15. August ist ein heiliger Tag im Glauben des Shintō und Vollmond, sodass der Legende nach jeder, der stillschweigend um Mitternacht die sieben Brücken überquert und betet, seinen größten Wunsch erfüllt bekommt. Masako möchte eine Beziehung mit dem Schauspieler R, Kanako möchte einen guten Patron und Koyumi möchte Geld.
Zusammen mit Mina, einem Mädchen vom Lande, das als Magd bei Masako im Geschäft arbeitet, wollen sie sich auf die Reise begeben. Die Frauen sind überraschend unhöflich zu Mina und geben ihr das Gefühl, nicht zugehörig zu sein. Die Regeln, um den gewünschten Effekt zu erreichen, sind streng aber eindeutig:
1. Sag nicht deinen Wunsch.
2. Überquere die sieben Brücken ohne mit jemandem zu sprechen. Sobald ein Bekannter dich anspricht, ist der Wunsch gebrochen.
3. Ist eine Brücke überquert, darf sie nicht ein weiteres Mal überquert werden.
4. Lege die Hände zusammen und bete insgesamt 14 Mal vor und nach dem Überqueren einer Brücke.
1. & 2. Brücke: Miyoshi-Brücke

Als der Mond aufgeht, die Stadt schläft und nur noch das Hallen der vier Holzschuhpaare zu hören ist, machen sich alle vier auf den Weg zur ersten Brücke: der Miyoshi-Brücke. Diese verläuft über zwei Flüsse und gilt damit als Doppelbrücke.
3. Brücke: Tsukiji-Brücke

Die nächste Station ist die Tsukiji-Brücke, eine modernisierte Brücke, die durch neonfarbene Werbeschilder für Lebensversicherungen umzäunt ist. Die Umgebung hat einen strengen Salzgeruch. Kanako, die schon vor ihrer Abreise leichte Bauchschmerzen hatte, scheint mit starken Schmerzen zu kämpfen und kehrt um.
4. Brücke: Irifuna-Brücke

Die verbleibenden drei Personen überqueren die Irifuna-Brücke sicher und laufen am durch ein großes goldenes Kreuz geschmückten St.-Lukes-Krankenhaus vorbei.
5. Brücke: Akatsuki-Brücke

Die nächste Brücke, die Akatsuki-Brücke, ist eine weiße Pfeilerbrücke. Auf dem Weg erblickt eine hübsche im Yukata gekleidete Frau die Gruppe und grüßt Koyumi, die sie vom Sentō kennt. Da ihr Wunsch damit gebrochen ist, wendet sie sich von der Gruppe ab, sodass nur noch Masako und Mina verbleiben.
6. Brücke: Sakai-Brücke

Die kleine, grün bestrichene Sakai-Eisenbrücke kommt als Nächstes. Allmählich beginnt es zu regnen, aber die beiden Reisenden halten weiter an ihrem Plan fest. Masako, die von Anfang an einen unerklärlichen Hass auf Mina entwickelte, verkopft sich immer mehr in die Frage, wofür ein Bauernmädchen überhaupt beten könnte.
7. Brücke: Bizen-Brücke
Die letzte Brücke verläuft rechts des heiligen Tsukiji Hongan-ji und wird dementsprechend bewacht. Beim Beten vor der Brücke wird Masako von einem misstrauischen Polizisten in den Kreuzverhör genommen, der vermutet, die beiden betenden Mädchen wollen sich in den Fluss stürzen. Um nicht reden zu müssen, zieht sie am Kleide Minas und gibt ihr deutliche Zeichen, den Polizisten zu antworten, aber Mina bleibt schweigsam. Sie versucht zunächst zu fliehen, doch der Polizist packt ihr fest an den Arm und fügt ihr Schmerzen zu, sodass sie laut aufschreit. Mina hingegen kommt sicher über die Brücke und vollendet ihr 14. Gebet.
Wieder Zuhause angekommen, regt sich Masako bei ihrer Mutter laut über die gescheiterte Mission auf. Wütend fragt sie Mina: „Wofür bitte hast du gebetet?“, worauf diese nur leicht grinst. Einige Tage später – Masako hat sich mittlerweile beruhigt – fragt sie Mina erneut: „Wofür hast du gebetet? Komm, sag es mir. Jetzt kannst du's mir doch sicher sagen.“ Diese gibt aber wieder nur ein schwaches, ausweichendes Lächeln.

### Figuren
- Masako – eine 22-jährige Frau und Tochter des Eigentümers eines Luxusrestaurants in „Yonei“. Sie studiert Kunst und Theater an der Waseda-Universität und hatte dort auch die Ehre, den berühmten Schauspieler R kennenzulernen, für den sie eine krankhafte Besessenheit entwickelte.

- Koyumi – eine 42-jährige Geisha mit einem dicken Gesicht. Trotz ihres hohen Gewichts ist sie überraschend sportlich. Sie ist 5 Shaku groß.

- Kanako – eine 22-jährige Geisha, die trotz ihrer beachtlichen Tanzkünste noch keinen Patron finden konnte. Sie kennt Masako seit vielen Jahren und ging mit ihr auf dieselbe Grundschule.

- Mina – das neue Dienstmädchen Masakos und ursprünglich vom Lande. Sie hat dunkle, dicke Arme, eine ungepflegte Dauerwelle, geschwollene Wangen und herausstehende Zähne. Masako mag sie nicht und fragt sich direkt zu Beginn, ob ein „hässliches Landmädchen“ überhaupt wirkliche Wünsche haben könne.

- Koen – eine ehemalige Prostituierte, die vor allem im Badehaus aktiv war. Aus dieser Zeit kennt sie Koyumi sehr gut, weshalb sie sie nichtsahnend auf der Brücke grüßt und ihr damit ihren Wunsch verbaut. Koen kennt eigentlich auch Masako, doch zu ihrem Glück erkennt sie sie nicht.

- Polizist – ein junger Polizist auf Patrouille.

- Masakos Mutter – aus Sorge, ihre Tochter nachts im Dunkel rauszulassen, besteht sie darauf, Mina mitzusenden.

### Denkmal
In Ginza befindet sich an der Stelle, an der die Figuren die Miyoshi-Brücke überquerten, ein Steindenkmal namens Die sieben Brücken als Tribut an die Kurzgeschichte. Auf diesem ist die Skizze der in der Erzählung geschilderten Wanderroute eingraviert.

## 6. Geschichte: Patriotismus
Patriotismus (japanisch 憂国, Yūkoku) ist eine am 15. Dezember 1960 veröffentlichte Kurzgeschichte des japanischen Schriftstellers Yukio Mishima. Sie erschien ursprünglich in der Winterausgabe des Shōsetsu Chūōkōron beim Chūōkōron-Shinsha-Verlag und wurde am 30. Januar 1961 in der Kurzgeschichtensammlung Sutā zusammen mit Stern und Eine Millionen Yen in Reiskuchen bei Shinchosha wiederveröffentlicht.
Sie handelt von Shinji Takeyama, einem jungen Leutnant der Kaiserlichen Japanischen Armee, der sich nach dem Putschversuch in Japan vom 26. Februar 1936 dazu genötigt fühlt, mit seiner frischvermählten Ehefrau Reiko ritualisierten Suizid zu begehen. Sein Suizid zeigt seine Aufopferung für sein Land und seine Prinzipien – seinen Patriotismus.
Patriotismus ist Mishimas bekannteste Kurzgeschichte und gilt als Meisterwerk der Nachkriegsliteratur. Insbesondere im Hinblick auf seinen eigenen ritualisierten Suizid im Jahr 1970 ist die Erzählung bis heute regelmäßig Gegenstand von Diskussionen und Analysen.

## 7. Geschichte: Gesicht im Spiegel
Gesicht im Spiegel (japanisch 道成寺, Dōjōji) erschien eigentlich 1955 in der Januarausgabe der Zeitschrift Shincho. Breitere Aufmerksamkeit bekam sie im Rahmen der Veröffentlichung Fünf moderne Nō-Spiele.
In der Erzählung schüttet sich eine schöne Tänzerin Schwefelsäure ins Gesicht, während sie in einer antiken Kommode um ihren alten Liebhaber trauert. Als sie die Kommode verlässt, ist ihr Gesicht unangetastet.

## 8. Geschichte: Der Onnagata

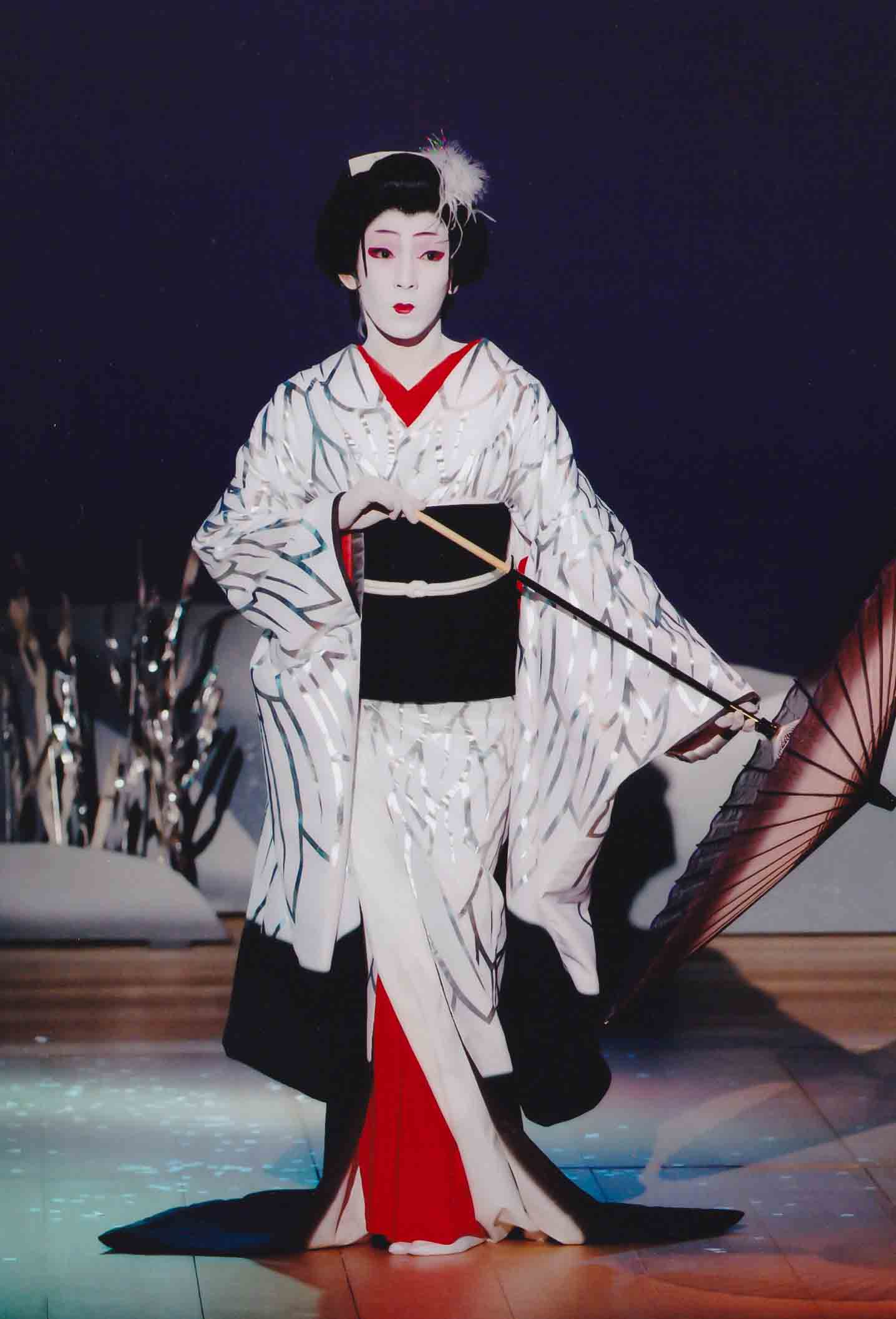
Ein Onnagata bei einer Aufführung im Kabuki-Theater

Der Onnagata (japanisch 女方, On'nagata) ist eine 1957 veröffentlichte Kurzgeschichte.
Sie handelt von Masayuma, der sich in den Onnagata Mangiku verliebt. Als Mangiku die Gefühle nicht erwidert, sondern stattdessen dem unerfahrenen Regisseur Kawasaki nachrennt, zerfällt Masayumas Illusion von Mangiku; gleichzeitig ist er nunmehr durch Eifersucht geplagt.

### Handlung
Die Handlung folgt den beiden Onnagata Mangiku und Masayuma; ein Onnagata wird im klassischen Kabuki-Theater ein männlicher Schauspieler genannt, der Frauenrollen spielt.
Masayuma, ein junger studierter Mann, entwickelt eine Obsession mit der Schönheit und Weiblichkeit des Onnagata Mangiku. Der Gedanke, in einen Mann verliebt zu sein – ein zum damaligen Zeitpunkt undenkbarer Gedanke – verunsichert Masayuma; gleichzeitig redet er sich ein, dass es nicht der Mann Mangiku, sondern seine weibliche Rolle ist, die ihn so anzieht. Er fängt deshalb im Kabukitheater an zu arbeiten, in der Hoffnung, durch den ungeschminkten Mangiku im Hintergrund seine Illusionen einer wunderschönen Frau zu vernichten. Der Plan schlägt aber fehl: als er den halbnackten Mangiku ungeschminkt sieht und seine Schönheit und Gesten wiedererkennt, verliebt er sich noch mehr in ihn. Obwohl er ein Mann ist, übersteigt Mangikus weibliche Schönheit die weibliche Schönheit einer jeden Frau.
Einen signifikanten Beitrag zu seiner Obsession spielt dabei Mangikus vermeintliche Unerreichbarkeit. Diese wird erschüttert, als er bemerkt, dass sich Mangiku in den charmanten Regisseur Kawasaki verliebt hat. Kawasaki erwidert diese Liebe aber keinesfalls. Stattdessen lästert er bei einem Geschäftsessen über Mangikus mangelnde Schauspielleistungen. Als unerfahrener Regisseur hat er immense Schwierigkeiten, die modernen Schauspieler in das klassisch japanische Kabuki-Theater einzugewöhnen. Am Ende schafft es Masayuma, Kawasaki zu einem Abendessen mit Mangiku zu überreden. Er beobachtet, dass sich die beiden immer besser verstehen und sieht sie gemeinsam in Mangikus Wohnung hochgehen. Seine Faszination für Mangiku und seine Unerreichbarkeit wird durch Eifersucht ersetzt. Traurig und dennoch glücklich über diesen Umstand, kündigt Masayuma seine Stelle im Theater.

## 9. Geschichte: Die Perle

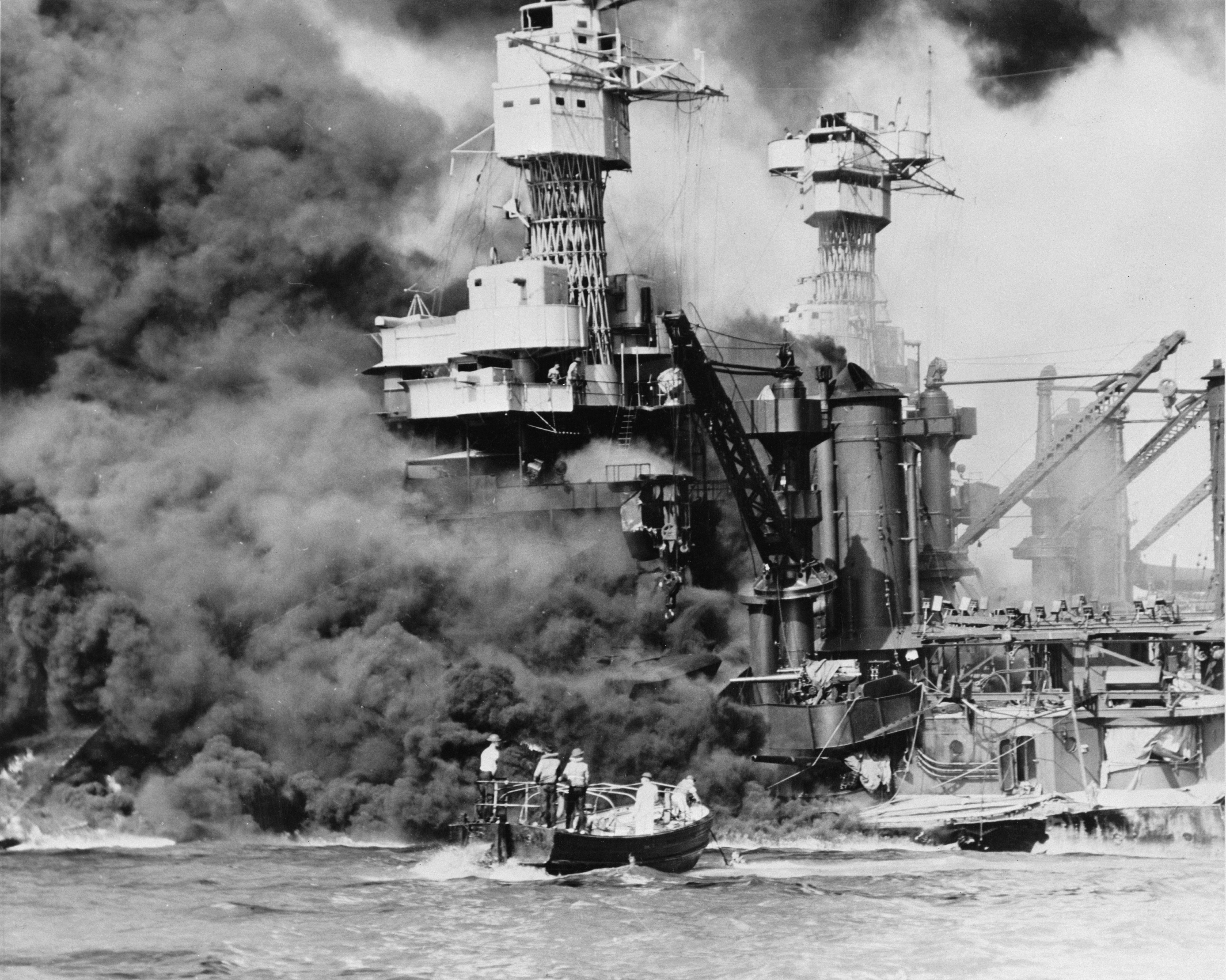
Die Geschichte wurde häufig als Analogie auf den Angriff auf Pearl Harbor gedeutet.

Die Perle (japanisch 真珠, Shinju) ist eine 1963 veröffentlichte Kurzgeschichte.

### Handlung
Frau Sasaki feiert am 10. Dezember ihren Geburtstag auf ihrem Anwesen. Zu diesem Anlass lädt sie ihre vier engsten Freundinnen ein: Yamamoto, Matsumura, Azuma und Kasuga. Alle fünf Damen sind 43 Jahre alt, schworen aber vor Jahren schon, ihr Alter geheim zu halten. An besonderen Anlässe trägt Sasaki ihren wertvollen Perlenring, so auch hier.
Während Sasaki den Geburtstagskuchen anschneidet, rutscht ihr die Perle aus dem Ring und fällt auf den Boden. Obwohl sie dies merkt, entscheidet sie sich, die Perle unter dem Tisch liegen zu lassen und erst um sie zu kümmern, wenn die Gäste beschäftigt sind. Nach mehreren Stunden möchte sie die Perle aufheben und stellt verwundert fest, dass sie verschwunden ist. Die Gäste bemerken Sasakis Aufregung und Azuma gesteht: „Das war's also. Was ich gerade gegessen habe, muss die Perle gewesen sein. Eine silberne Kugel fiel auf meine Tischdecke, als mir das Kuchenstück gereicht wurde und ich nahm sie einfach und aß sie ohne darüber nachzudenken. […] Wäre es ein Diamant, würde ich ihn natürlich zurückgeben. Aber da es sich um eine Perle handelt, kann ich nicht mehr, als um Vergebung zu bitten.“ Sasaki nimmt skeptisch einen der silbernen Bälle in den Mund und sagt: „Mmm, dieser hier schmeckt tatsächlich ein wenig nach einer Perle.“ Glücklich darüber, dass sich das Missgeschick aufgeklärt hat, witzeln die Frauen miteinander und der Vorfall ist schnell wieder vergessen.
Die Feier endet und Azuma fährt ihre Freundin Kasuga nach Hause. Im Auto konfrontiert sie diese: „Steh dazu! Du hast die Perle geschluckt, hab ich Recht? Ich habe dich gedeckt und das Missgeschick auf meine Kappe genommen.“ Kasuga ist irritiert durch die plötzlichen Anschuldigungen, immerhin kann sie sich nicht daran erinnern, überhaupt eine der silbernen Kugeln gegessen zu haben. Der Gedanke, unterbewusst eine Perle verschluckt zu haben und in wenigen Tagen auszuscheiden, beschämt sie. Aber auch Azuma gesteht sich ein, für ihre Anschuldigungen keine wirklichen Anhaltspunkte zu haben. Ihr war nur peinlich, als die „Perlenschluckerin“ gebrandmarkt zu sein.
Auch Yamamoto und Matsumura fahren gemeinsam in einem Taxi zurück. Als Matsumura ihre Handtasche nach Kosmetik durchwühlt, spürt sie plötzlich eine Perle am Taschenboden. Die Entdeckung überrascht sie, aber um nicht als Diebin vor Yamamoto zu wirken, obwohl sie eigentlich gar nichts verbrochen hat, schweigt sie. Unter dem Vorwand, einen Bekannten im Krankenhaus besuchen zu wollen, verlässt Matsumura frühzeitig das Taxi. Yamamoto hat das Glänzen der Perle jedoch in der Spiegelung des Taxifensters sehen können. Tatsächlich war es Yamamoto, die die Perle an sich nahm. Während die anderen beschäftigt waren, platzierte sie diese in der Handtasche der „unausstehlichen Heuchlerin“ Matsumura.
Matsumura zerdenkt ihre Optionen. Zum einen wäre es für ihr Gewissen notwendig, die Perle zurückzugeben. Gleichzeitig ist es beschämend, sich als Diebin preiszugeben, obwohl sie nichts getan hat. Ihr kommt eine Idee: Sie kauft in einem angesehenen Perlengeschäft eine größere und wertvollere Perle, schenkt sie Sasaki und behauptet, diese in ihrer Jackentasche gefunden zu haben. Wenn Sasaki die Perle zurück in den Ring steckt, wird sie die Größe der Perle bemerken und schlussfolgern, dass Matsumura ihr ein Geschenk gemacht hat, um den wahren Schuldigen zu decken.
Auch Kasagu bekommt die haltlosen Anschuldigungen von Azuma nicht mehr aus dem Kopf. Auch sie fasst einen Plan: Sie kauft eine optisch identische Perle, ruft Azuma an und bittet sie, diese zurückzubringen und zu behaupten, sie habe die Perle wiedergefunden. Sasaki nimmt die Perle von Matsumura an, stellt ihre Größe fest und schlussfolgert genau, wie geplant. Als Azuma eine weitere Perle vorbeibringt, nimmt sie auch diese an und wundert sich über ihre zu kleine Größe.
Kasuga ist fest davon überzeugt, dass Azuma tatsächlich die Perle verschluckt hat und dementsprechend erzürnt über Azumas fehlendes Eingeständnis. Andersherum hält Azuma Kasugas Geschichte für unglaubwürdig und glaubt, sie sei eine Kleptomanin. Matsumura erinnert sich zwischenzeitlich, dass ihre Handtasche zu keinem Zeitpunkt geöffnet war. Folglich muss jemand die Perle bewusst platziert haben und die einzige Person, die das täte, wäre die böswillige Yamamoto.
Matsumura fährt zum Hause Yamamotos und bringt sie mit ihren Beschuldigungen zum Weinen. Sie ist verletzt davon, wie sehr Matsumura sie hasst und erzählt ihr davon, wie sie einen der beiden anderen Gäste beim böswilligen Akt erwischt hat, aber niemanden aufhetzen wollte. Yamamoto nimmt die Perle aus Matsumuras Hand und schluckt sie herunter. Matsumura ist nun sichtlich gerührt und entschuldigt sich bei Yamamoto für ihre Impulsivität.
Sasaki hört die Gerüchte: die verfeindeten Yamamoto und Matsmura seien wieder Freunde geworden und die befreundeten Kasuga und Azuma seien nun verfeindet. Sie wundert sich über die plötzliche Wende und hinterfragt, ob sie etwas damit zu tun haben könnte. Nach einigem Grübeln verneint sie diese Annahme, kauft sich eine neue passende Perle und vergisst den Vorfall an ihrem Geburtstag.

### Interpretation

Die Flugrouten der japanischen Streitkräfte beim Angriff auf Pearl Harbor.

Schon nach dem initialen Abdruck wurde Die Perle als kritische Analyse des Japanischen Überraschungsangriffs auf Pearl Harbor vom 7. Dezember 1941 verstanden, mit dem das Japanische Kaiserreich als Bündnispartner des faschistischen Italiens und NS-Deutschlands den Vereinigten Staaten den Krieg erklärte und somit offiziell dem Zweiten Weltkrieg beitrat. Am Folgetag erklärten die Vereinigten Staaten, die bis dato keine Kriegspartei waren, zunächst nur Japan den Krieg, ehe sie nach der Deutsch-italienischen Kriegserklärung dem Krieg am 11. Dezember 1941 offiziell beitraten.
In der Perle sind die vier Partygäste – Frau Yamamoto, Frau Matsumura, Frau Azuma und Frau Kasuga – mit einem gemeinsamen Problem konfrontiert, das sie alle eifrig lösen wollen. Die Kurzgeschichte zeigt die unterschiedlichen Handlungswege und Strategien, die jede einzelne Frau wählt, um ihr Ziel zu erreichen. Ihre Handlungen imitieren dabei, runtergebrochen auf die Banalität einer Perle, die Handlungen der Kaiserlich Japanischen Marineluftstreitkräfte bei dem Angriff auf Pearl Harbor.

#### Frau Sasaki
Die Gastgeberin Frau Sasaki steht sinnbildlich für den Großteil des unbeteiligten japanischen Militärs, indem sie sich selbst vorlügt, es sei nichts geschehen. Am Ende der Kurzgeschichte heißt es: „Schon bald hatte sie die kleine Aufregung an ihrem Geburtstag völlig vergessen und wenn jemand nach ihrem Alter fragte, gab sie die gleichen gelogenen Antworten wie zuvor.“ Sie unterliegt derselben Mentalität, die auch vom japanischen Generalstab überliefert ist: Nämlich, dass nach dem Überfall und ihm zu Trotze die Lage im Land unverändert geblieben sei. Und tatsächlich wurde innerhalb Japans der Krieg mit den Vereinigten Staaten für wenig bedeutsam gehalten, da der Irrglaube darüber bestand, dass alle US-amerikanischen Schlachtschiffe vernichtend getroffen worden seien und die US-Flotte somit keine effektive Verteidigung im Pazifik mehr vorzuweisen habe. Auch aus diesem Grunde wurde eine ursprünglich geplante dritte Angriffswelle von Admiral Chūichi Nagumo abgebrochen. Mithin sei der schon seit 1937 anlaufende Pazifikkrieg unverändert geblieben. Diese Mentalität, die japanische Großoffensive in Südostasien könne nicht mehr ernsthaft behindert werden, blieb bei einem großen Teil des Militärs sogar nach den Atombombenabwürfen auf Hiroshima und Nagasaki bestehen und zog unter anderem den Kyūjō-Zwischenfall mit sich – ein geplanter militärischer Staatsstreich, mit dem die Kapitulation Japans verhindert werden sollte.

#### Frau Yamamoto

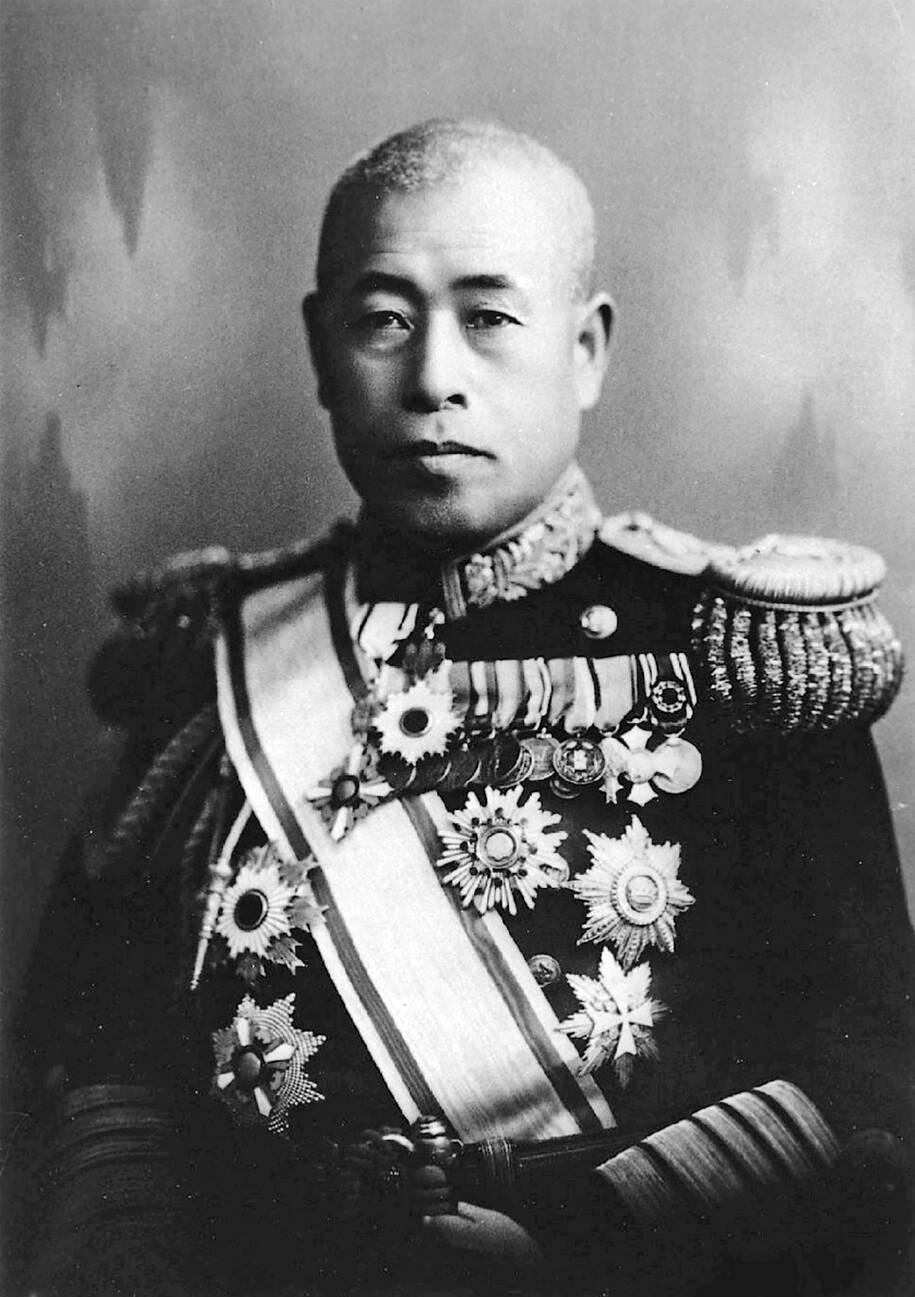
Admiral Isoroku Yamamoto (circa 1943).

Frau Yamamoto ist dem Admiral Isoroku Yamamoto, dem damaligen Oberbefehlshaber der Vereinigten Flotte und Hauptinitiator des Angriffes auf Pearl Harbor, nachempfunden. Wie der reale Yamamoto war es Frau Yamamoto, die den Konflikt überhaupt erst verursachte, indem sie ihren „bösartigen Plan“ vorbereitete und durchführte. Wie auch der Angriff auf Pearl Harbor war der Diebstahl der Perle nur als „simple, schnelle Aufregung“ gedacht, dessen verheerendes Ausmaß an Schaden völlig unterschätzt wurde.

#### Frau Matsumura
Frau Matsumura ist dem Piloten Hirata Matsumura nachempfunden, der am Tag des Angriffs einen Torpedobomber flog und Jahre später als einer der größten Gegner des Überfalls international auftrat. Wie auch für Frau Matsumura war es dem Piloten inmitten der Unruhen das größte Anliegen, sein „Gesicht zu wahren“, sein „Gewissen zu beruhigen“ und gleichzeitig seinen „Charakter keinem Verdacht auszusetzen.“ Diese ambivalenten Gefühle heizten den überforderten Jungpiloten damals dazu an, im äußerten Notfall – heißt, wenn die Flugzeuge auf der Insel Niʻihau hätten notlanden müssen – durch einen Kamikaze-Akt sein Flugzeug in ein amerikanisches Schiff zu lenken und somit sein Leben zu lassen. Der Zeitschrift The Stars and Stripes erklärte er dazu im Jahr 1991: „Ich war fest entschlossen, nie wieder zurückzukehren. Sollte mein Flugzeug beschädigt werden, würde ich es gegen ein amerikanisches Schiff prallen lassen. […] Meine Sorge war nur, den Krieg zu gewinnen oder zu verlieren. Ich würde einfach kämpfen.“ Dieser aufopferungsvolle Akt hatte bei dem jungen Piloten vor allem drei Gründe: Er würde mit dem schlechten Gewissen leben, dass seine Kameraden ihr Leben ließen, während er zurückzog („Gewissen beruhigen“); er würde nur so seine Selbstlosigkeit für sein Land beweisen („Gesicht wahren“); er würde sich nur so versichern können, dass eine japanische Niederlage nicht auf ihn zurückfallen würde („Charakter keinem Verdacht aussetzen“). Dasselbe moralische Dilemma bewegt auch Frau Matsumura zu ihrem Notfallplan: Auch sie möchte ihr „Gewissen beruhigen“, ihr „Gesicht wahren“ und nicht mit dem Diebstahl in Verbindung gebracht werden – deshalb entschließt sie sich für den Kauf einer teureren Perle, durch die Frau Sasaki merken soll, dass jemand anderes für den Diebstahl verantwortlich ist.

#### Frau Azuma
Frau Azuma hat keine Person als historisches Vorbild; dafür war die Azuma Maru eines der japanischen Schiffe, die bei dem Angriff auf Pearl Harbor versenkt wurden, um den anderen Schiffen den Weg zu räumen. Auch Frau Azuma ist „entschlossen, sich als Opfer anzubieten und den Tag zu retten“. Wie auch das Schiff folgt sie der Kriegsethik des Pazifikkriegs und opfert sich bzw. nimmt die Schuld auf sich, um andere zu retten. Diese Ethik sollte sich im Krieg nicht nur in den Bemannten Torpedos und Shimpū Tokkōtai wiederfinden, sondern wurde auch vom damaligen Kaiser Hirohito zu einem quasi-sakralen Akt erklärt – der japanische Militär lässt sein Leben im religiösen Sinne für den Gottkaiser. Die Propaganda sollte auch wirken und zahlreiche Japaner dazu animieren, für ihren als Gott verstandenen Kaiser zu sterben. Umso größer war die Empörung, als dieser auf Druck der Alliierten in seiner Neujahrsansage 1946 (Ningen-sengen) seine Göttlichkeit widerrief. Der Gedanke, seine Verwandten unter völlig falschem Vorwand verloren zu haben, sorgte für eine Sinnkrise in der japanischen Bevölkerung, die Mishima in seiner Kurzgeschichte Die Stimmen der heroischen Toten thematisiert.

#### Frau Kasuga

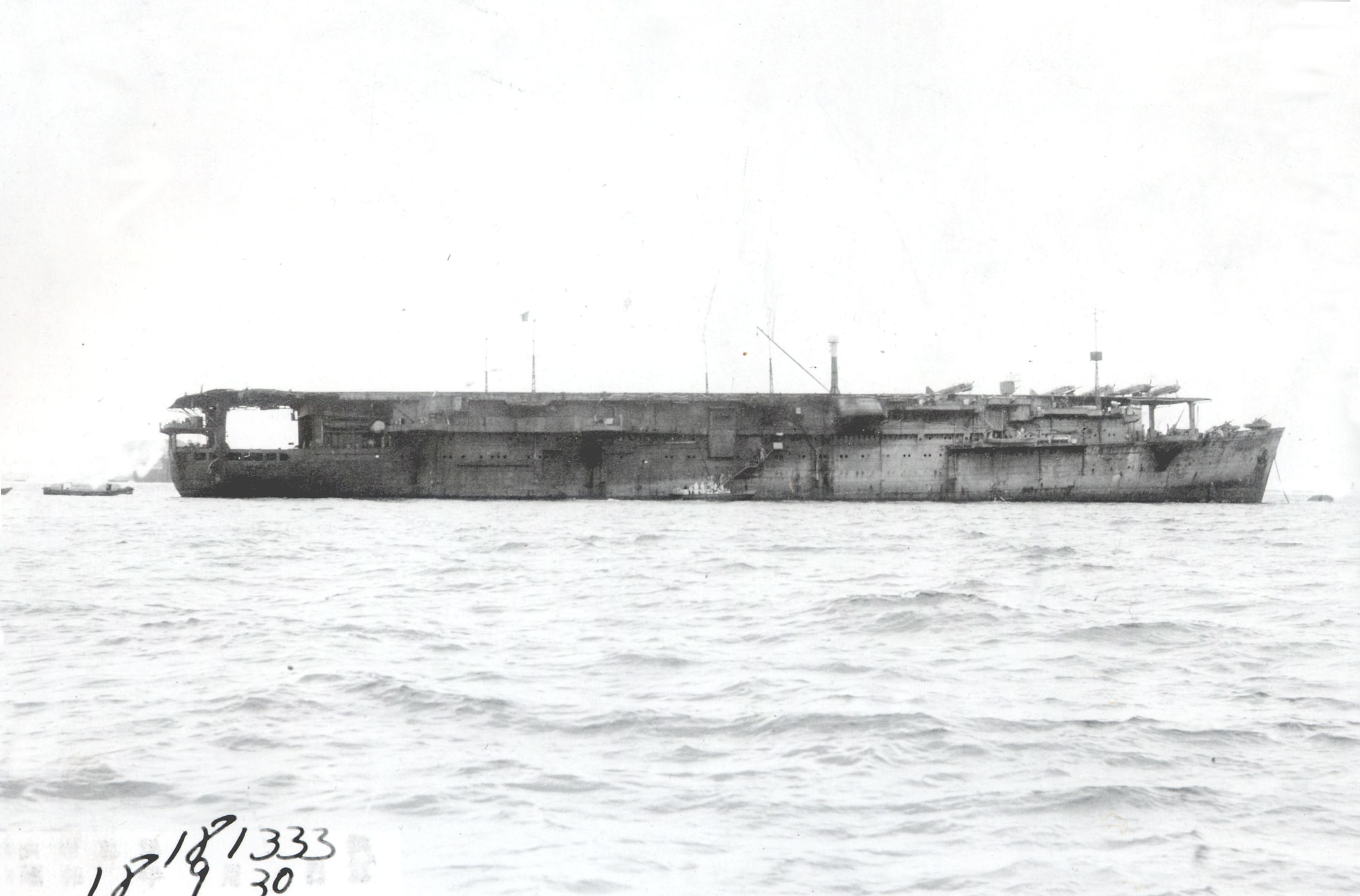
Die ehemalige Kasuga Maru im September 1943.

Frau Kasuga ist nach der Kasuga Maru (heute: Taiyō) benannt, einem Geleitflugzeugträger der Marine und als Teil der 4. Trägerdivision an dem Angriff auf Pearl Harbor beteiligt. Wie Frau Matsumura entwickelt auch Frau Kasuga einen Notfallplan, indem sie „zu einem Perlenladen in Ginza eilt, eine Perle auswählt und kauft.“ Doch im Gegensatz zu dieser, die sich durch den Kauf selbst entlasten möchte, wollte Kasuga die Schuldzuweisungen Azumas stoppen. In derselben Weise war auch die Kasagu Maru zuständig, weitere Kriegsflugzeuge zu liefern, um die Versenkung eigener japanischer Schiffe zu verhindern; auch wenn dieser Plan in der Realität nicht fruchtete.

#### Zusammenfassung
Durch die Darstellung des Essens stellt Mishima mithin die verschiedenen Strategien und Charakterzüge der einzelnen japanischen Militärs dar. Anhand des trivialen Vorfalls zeigt er kritisch auf, wie die Machtverhältnisse, Schuldzuweisungen und miteinander unabgesprochenen Einzelstrategien von einem spontanen Plan zu einem derart verheerenden Ereignis führen konnten. Dieselben Taktiken, die im täglichen zwischenmenschlichen Kontakt wiederzufinden sind, seien – so schrieb er in seinen kreativen Notizen – auch „auf dem Schlachtfeld“ zu sehen.

## 10. Geschichte: Windeln

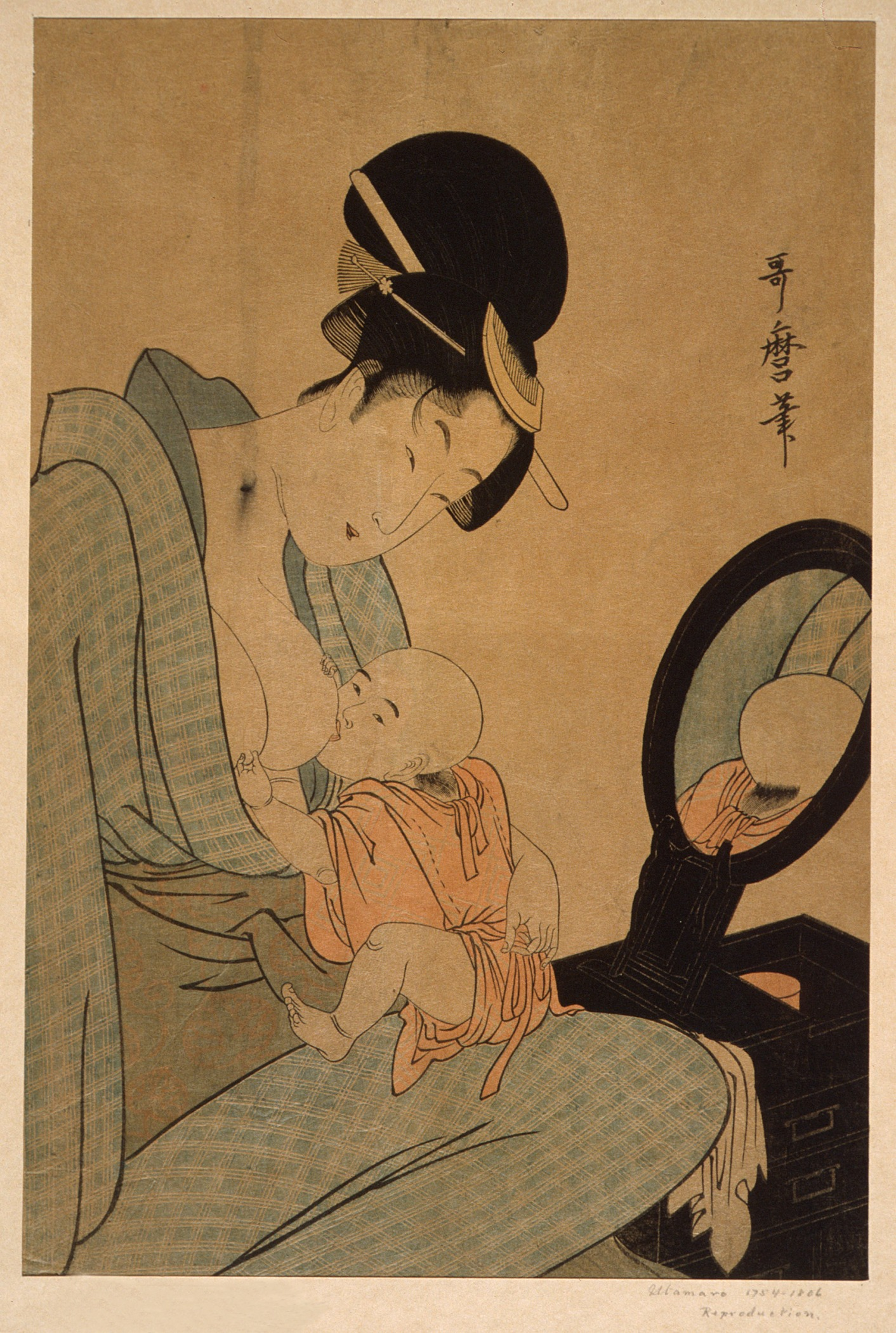
Eine Mutter stillt ihr Kind. Farbholzschnitt von Kitagawa Utamaro aus dem 18ten Jahrhundert.

Windeln (japanisch 新聞紙, Shimbun-gami) ist eine 1966 veröffentlichte Kurzgeschichte. Mit nur sechs Seiten ist sie die kürzeste Erzählung der Sammlung.
Sie handelt von der jungen Mutter Toshiko, die der plötzlichen Niederkunft ihres Dienstmädchens beiwohnt. Das uneheliche Kind wird von den anreisenden Ärzten verhöhnt und in schmutziges Zeitungspapier gewickelt, wodurch Toshiko nachhaltig traumatisiert wird. Sie spekuliert über das spätere, traurige Schicksal des Jungen und meint, in einem in Zeitungspapier eingewickelten Obdachlosen dessen zukünftige Manifestation zu sehen.

### Handlung
Nach einem schockierenden Vorfall vor zwei Tagen treffen sich Toshiko und ihr Ehemann, ein Schauspieler, mit Freunden in einem Nachtclub in Tokio. Die junge Mutter ist angeekelt von der Leichtigkeit, mit der ihr Ehemann den für sie traumatisierenden Vorfall schildert. Verletzt realisiert Toshiko die Insensibilität und das fehlende Mitgefühl seitens ihres Ehemannes.
Die Geschichte, durch die Toshiko derart mitgenommen wurde, begann mit der Anreise des neuen Dienstmädchens. Kurz nach ihrer Ankunft hörte das Ehepaar lautes Stöhnen aus dem Kinderzimmer. Toshiko und ihr Ehemann eilten in den Raum und sahen, wie das Dienstmädchen ein Kind zur Welt brachte. Toshikos Ehemann griff in letzter Sekunde nach einem Handtuch und legte es unter das Dienstmädchen, um den neuen Teppich und Parkettboden zu schützen.
Selbst zwei Tage nach diesem Vorfall, ist Toshiko – im Gegensatz zu ihrem Ehemann – nachhaltig verstört. Insbesondere eine Szene geht ihr nicht aus dem Kopf: Die Ärzte, die dem Dienstmädchen bei Austragung ihres unehelichen Kindes halfen, verhöhnte die Frau so sehr, dass sie das Neugeborene in schmutziges Zeitungspapier einwickelten. Abgestoßen von dieser Grausamkeit wickelte Toshiko das Kind neu, dieses Mal in angemessene Kleidung. Das Bild des unschuldigen Kindes, eingepackt in verschmutztes Papier, blieb jedoch.
Toshiko verabschiedet sich frühzeitig von der Feier und ruft ein Taxi. Während sie in die dunklen Straßen Tokios hinausschaut, reflektiert sie die Situation des Bastards des Dienstmädchen und die geheime Beschmutzung seiner Geburt. Was ist, wenn dieses Kind in Zukunft ihr eigenes Kind träfe? Ihr Kind, aufgezogen in einem liebevollen Elternhaus, könnte Opfer einer Attacke des Jungen werden, der durch ein Leben voller Leid und Scham zu einem Rüpel wurde. Die blutigen Zeitungspapiere, in denen er gewickelt war, könnten ihn unterbewusst ein Leben lang verfolgen. Sie fantasiert darüber, den Jungen eines Tages ausfindig zu machen und ihm von den geheimen Umständen seiner ersten Lebensmomente zu erzählen.
Aus einem Impuls heraus, verlässt Toshiko frühzeitig das Taxi und läuft durch einen Park in der Nähe des Kaiserpalastes. Auf halber Strecke sieht sie einen obdachlosen Mann, schlafend auf einer Parkbank, eingewickelt in Zeitungspapiere. Toshiko bekommt ein Schock und sieht den Mann als zukünftige Manifestation des kürzlich in ihrem Haus geborenen unehelichen Kindes. Um ihn näher zu betrachten, bückt sie sich näher an ihn und weckt ihn auf. Der angetrunkene Mann greift Toshiko an ihrem Handgelenk und zieht sie gewaltsam zu sich. Toshiko hat seltsamerweise keine Angst, stattdessen denkt sie sich nur: „Ah, die zwanzig Jahre sind also schon um.“

### Formalia
Windeln ist in einem fragmentarischen, non-linearen Stil geschrieben. Wenngleich die gegenwärtigen Ereignisse grundsätzlich linear verlaufen, werden sie durchweg durch Erinnerungen und Erwägungen Toshikos unterbrochen. Auch die Niederkunft des Dienstmädchens wird in Rückblenden aus zwei unterschiedlichen Perspektiven erzählt und bietet dem Leser damit die Möglichkeit, die gegensätzlichen Attitüden von Toshiko und ihrem Ehemann zu vergleichen.
Toshiko hat Angst vor der Zukunft. Gedanken an diese machen sie gar „wortkarg und miserabel“, da sie von ihr nur gesteigerte Gewalt und einen weiteren Verfall der Moral erwartet. Die regelmäßigen Unterbrechungen der Gegenwart durch Toshikos Gedanken unterstreichen damit ihre Weigerung, positiv in Richtung Zukunft zu blicken.
Der Erzählstil ist personal, sprich, die Perspektive des Lesers verlässt nie die von Toshikos Gedanken. Die Gedanken anderer Personen werden nie thematisiert und deren Aktionen sind immer im Licht von Toshikos Wahrnehmung zu interpretieren. Durch diesen Stil vermittelt Mishima die Abgrenzung und Isolation Toshikos von der gegenwärtigen Welt und – noch wichtiger – die Abgrenzung von sich selbst. Sie kämpft mit ihren eigenen Gedanken und Gefühlen, als wären es die eines Fremden. Folglich ist es dem Leser nicht möglich, sich mit der Protagonistin zu identifizieren.

### Themen
Japanische Tradition vs. westliche Moderne

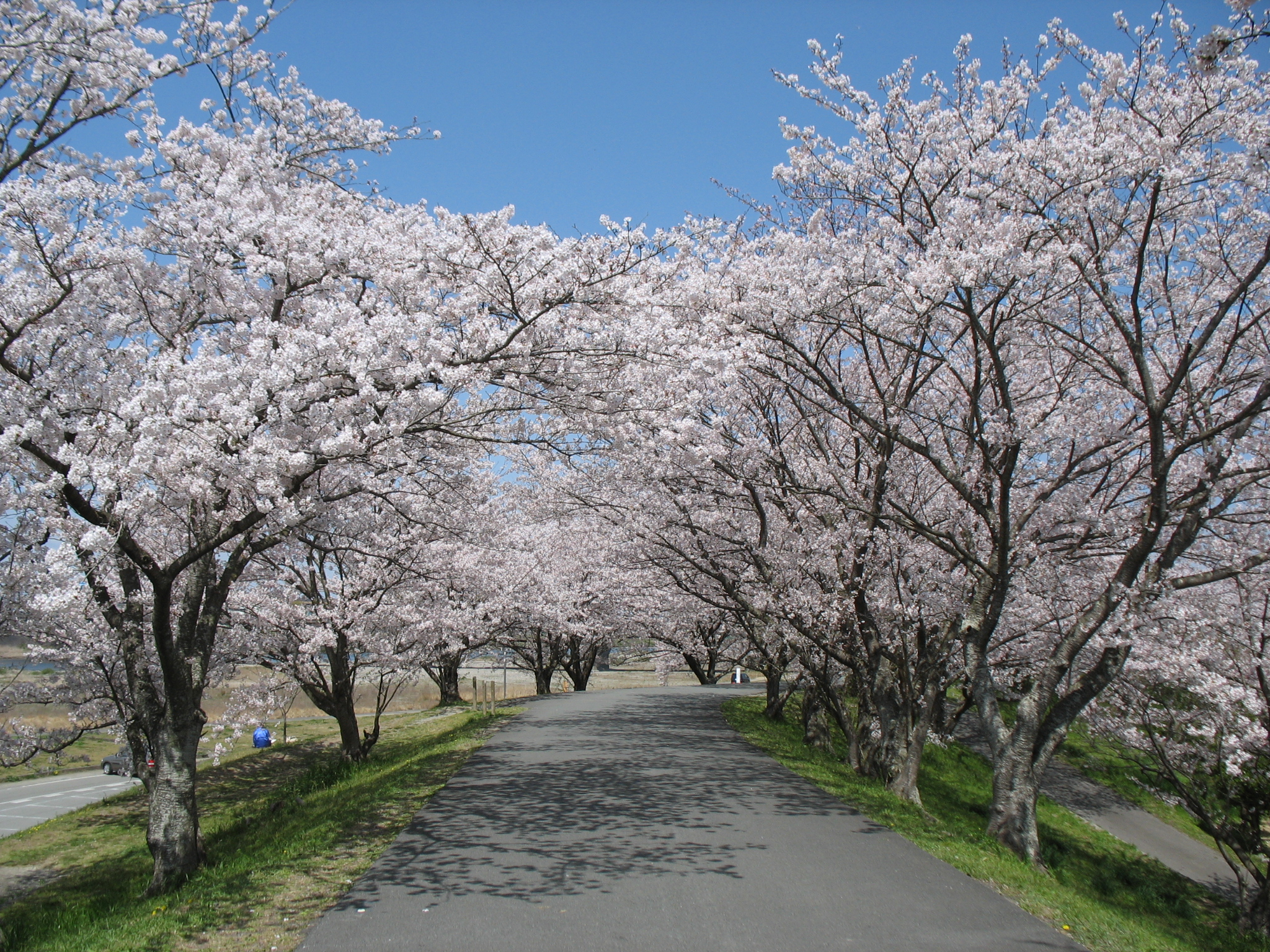
Blühende Kirschbäume am Fluss Miya in Ise

Der Kulturkampf in Windeln ist einzigartig; er wird dargestellt durch die Schwierigkeit, japanische Moral unter dem Einfluss westlicher Modernisierung zu erhalten. In der Erzählung wird die Modernisierung des japanischen Soziallebens primär als negative Entwicklung charakterisiert. Als Figur, die den westlichen Lebensstil am meisten zelebriert, ist Toshikos Ehemann völlig unempathisch gegenüber dem Schicksal des Dienstmädchens und schildert den Vorfall bloß als lustige Geschichte; die Sorge, sein „guter Parkettboden“ hätte kaputtgehen können, beschäftigt ihn mehr als das Schicksal des Mädchens und des Kindes.
Toshiko beschreibt ihr westliches Haus als „ausladend“ und der Erzähler bemerkt, „sie fürchtete das Haus zu betreten, ausladend durch seine westliche Einrichtung und den Blutspuren auf dem Fußboden.“ Der Satz assoziiert den westlichen Lebensstil mit einem Sinnbild der Gewalt („Blutspuren“). Die Implikation ist, dass Verwestlichung ein schädlicher Prozess ist, der Gewalt und Blutrache in das private und öffentliche japanische Leben importiert. Unterstrichen wird dieses Symbol durch Toshikos Beschreibung der Geburt: „Es war ein Anblick, der zu einer Metzgerei gepasst hätte.“ Die Assoziation westlichen Einflusses in Japan mit Gewalt spiegelt auch die wortwörtliche Gewalt wider, die durch Matthew Calbraith Perry initiiert wurde, um den japanischen Handelsweg für den Westen zu öffnen.
Die westliche Modernisierung und der Verlust traditioneller japanischer Moral wird weiter symbolisiert durch Zeitungen, Abfall und Kirschblütenbäume. Die Kirschblütenbäume, die Toshiko um sich herum sieht, sind zum größten Teil künstlich und „offensichtlich bloße Papierschnipsel.“ Wegen dieser Feststellung heitert sich Toshiko im Park auf, in der sie echte Kirschblütenbäume beobachten kann. Doch ihre natürliche Pracht wird durch die Leuchtreklamen behindert, die in den Bäumen installiert wurden. Ihre Aufmerksamkeit richtet sich auch den Abfall, der über den Parkweg verteilt ist, und das Zeitungspapier, unter dem der obdachlose Jugendliche schläft.
Als beliebtes Wahrzeichen Japans steht die Kirschblüte für die Schönheit der traditionellen japanischen Kultur und ihre Verunstaltung durch Imitate oder Leuchtreklamen steht für den Verlust dieser Kultur. Mishima wählte die Kirschblütenbäume bewusst, da diese nur einmal im Jahr blühen und damit die Fragilität und Schwierigkeit widerspiegeln, die der Erhalt von Traditionen fordert.
Sexualität und Geschlechterrollen

Windeln wirft ein negatives Licht auf die weibliche Reproduktion und Sexualität oder zumindest die uneheliche. Zusätzlich beschreibt Toshikos Ehemann die Geburt durch degradierende Umschreibungen wie „grunzen“ und vergleicht das Dienstmädchen mit einer Kuh. Generell wird das Dienstmädchen nur in zwei Weisen charakterisiert: als geächtete Person, die unehelich geboren hat, und als Opfer eines Witzes.
Auch Toshiko wird für ihre Ungehörigkeit getadelt, jedoch indirekter. Hauptsächlich tritt sie als Repräsentantin von Konservatismus und Tradition auf, nur am Ende traut sie sich, im dunklen Park zu wandern, obwohl sie um die Gefahren weiß. Ihr Austreten aus der Tradition führt zu dem Angriff und gegebenenfalls sogar Tod. Die übermittelte Moral ist damit ähnlich wie in der Erzählung Blaubart. Wie Blaubarts Frau wird Toshiko für das Übertreten der konventionellen Moral gewaltsam bestraft.
Klassenkonflikt

Trotz der Modernisierung, die Toshiko betrauert, bleibt eine „traditionelle“ Struktur weiterhin bestehen: Als feudales Land war Japan vor der westlichen Meiji-Regierung strikt in Klassen geschichtet. Obwohl Toshiko Empathie für das uneheliche Kind empfindet, glaubt sie daran, dass es niemals aus der unteren sozialen Schicht, in der es aufwachsen wird, entfliehen kann. Gleichzeitig sorgt sie sich um ein zukünftiges gewaltsames Aufeinandertreffen zwischen dem Kinde und ihrem eigenen, privilegierten Sohn. Demnach fordert Toshiko trotz der negativen Implikationen das Klassensystem innerhalb der japanischen Gesellschaft nicht heraus und unterstützt sogar die klare Aufspaltung, durch ihre Furcht mit niedrigeren Klassen zu interagieren. Mishima kritisiert damit die Angewohnheit konventioneller Konservativer, bei denen der Erhalt traditioneller Werte zwangsläufig mit dem alten Klassensystem verbunden zu sein scheint. In seiner Vorstellung ist ein Hybrid aus beiden Systemen die beste Lösung, wenngleich nicht mehrheitsfähig.

### Figuren
- Toshiko – die Protagonistin der Erzählung ist die Ehefrau eines attraktiven und erfolgreichen Schauspielers. Toshiko ist in einem wohlhabenden Haushalt aufgewachsen und lebt auch gegenwärtig im Luxus, aber trotz oder gerade wegen des Lebensstils, ist sie zartbesaitet.
Von allen Figuren der Geschichte ist Toshiko die sensibelste und nachdenklichste. Während der einsamen Taxifahrt nachhause, ist Toshiko deprimiert von ihrem unaufmerksamen Ehemann, ihrem modernen westlichen Lebensstil und der Erinnerung an den Vorfall; missmutig glaubt sie, die sie umgebenden Personen verlieren zunehmend ihre Tradition und ihre moralischen Werte. Sie ist vor allem über ihren Ehemann verärgert, der den Vorfall für ihre Freunde als lächerliche und groteske Unterhaltung verkauft.
Sie empfindet Mitgefühl für das geächtete Neugeborene und betrauert die beschämenden Umstände seiner Geburt, mit denen das Kind zu leben hat. Noch trauriger stimmt sie dabei der Vergleich mit ihrem eigenen, privilegierten Kinde.
Toshiko sehnt sich implizit nach den konservativeren und traditionellen Tagen der Vergangenheit, die ungestört von der Modernisierung und ihrem Verluste von Tradition und Moral waren.

- Toshikos Ehemann – ein Schauspieler, der nie namentlich genannt wird. Er fungiert als Personifikation der moralisch verkommenen Moderne und bildet den gänzlichen Kontrast zu seiner sensiblen, empathischen und nachdenklichen Ehefrau.
Toshikos Ehemann scheint kein Empfinden für seine Ehefrau zu haben: So lässt er sie alleine nachhause fahren und erzählt den Vorfall vor seinen Freunden, „als wäre es nicht mehr als eine spaßige Begebenheit, die sie (Toshiko und der Ehemann) mitbekommen haben.“ Für Toshikos Ehemann, selbst Unterhaltungskünstler, ruft der Vorfall nicht dieselben tiefgründigen, ethischen Sorgen auf wie bei Toshiko. Genauso wie das Jazzspiel der Band ist auch die Geschichte für ihn nicht mehr als eine lustige Anekdote zu seiner Bespaßung.
Das unsensible Verhalten von Toshikos Ehemann ist assoziiert mit dem modernen Lebensstil. Er trägt einen amerikanischen Anzug und entschied sich bewusst, in einem kalten, nicht einladenden westlichen Haus zu wohnen.

- Das Dienstmädchen – eine junge Frau, die von Toshiko und ihrem Ehemann nur eingestellt wurde, weil sie über ihre Schwangerschaft log. Sie behauptet, ihr Bauch sei wegen einer operativen Magenvergrößerung angeschwollen. Wie Toshikos Ehemann scheinen ihr die moralischen Implikationen und sozialen Folgen der Schwangerschaft und der unehelichen Geburt egal zu sein. Sie nutzt ihre „Magenbeschwerden“ sogar als Ausrede, um herzhaft zu essen.
Nachlässig hinsichtlich ihrer Selbstachtung dem Respekt gegenüber ihren Arbeitgebern, gebärt das Dienstmädchen ihr Kind direkt neben der Krippe des kleinen Jungen von Toshiko, der durch die Geburt Angst bekommt und weint. Wie Toshikos Ehemann, ist das Dienstmädchen eine Figur, die negativ durch das moderne, westliche Leben in Japan beeinflusst wurde.

- Obdachloser junger Mann – wie die beiden Kinder, fungiert der Obdachlose mehr als Symbol als als wirkliche, individuell gezeichnete Figur. Indem er eingewickelt in Zeitungspapier auf einer Parkbank schläft, bildet er einen starken Kontrast zum Kaiserpalast, der im Hintergrund leuchtet. Durch sein Auftreten erinnert er Toshiko an das Kind des Dienstmädchens und agiert als Manifestation der Kriminalität, Armut und Schmach, die das uneheliche Kind später durchleben muss. Toshikos Angst, dass bestimmte Klassen durch Gewalt dominiert werden, scheint sich zu bewahrheiten, als er sie angreift und vermutlich tötet oder vergewaltigt.

- Toshikos Sohn und der Sohn des Dienstmädchens – die beiden Kinder sind ebenfalls keine wirklichen Figuren, aber dafür zentrale Symbole der Erzählung.
Wie seine Mutter, repräsentiert das uneheliche Kind die Entwürdigung der Moral im modernisierten, verwestlichten Japan. Nach Toshikos Erwägungen hat das Kind wenige Chancen, die hohen Hürden der Klassengesellschaft zu überwinden und wird durch seinen Status als Bastard vermutlich ein „geächteter Bürger.“ Im Kontrast hat Toshikos Sohn wegen seiner Geburt in eine wohlhabende Familie viele Möglichkeiten für sozialen und ökonomischen Erfolg.
Obwohl Toshiko Empathie für das uneheliche Kind empfindet, ist sie sich der Klassenunterschiede bewusst (dieses System entsprang dem Japanischen Kaiserreich) und stellt sich ein gewaltsames Aufeinandertreffen ihres Sohnes und des unehelichen Kindes in zwanzig Jahren vor. Die Gewalt zwischen den beiden Jungen repräsentiert den generellen Gewaltkonflikt zwischen Klassen in einer Gesellschaft, die streng in Schichten geteilt ist.

### Titel
Die genaue Übersetzung von 新聞紙 ist „Zeitungspapier“. Der deutsche Titel Windeln ist vermutlich aus dem englischen Titel Swaddling Clothes abgeleitet. Durch den Titel wird die warme, weiße Bekleidung verschmolzen mit den dreckigen Zeitungspapieren, die das Neugeborene als Windelsurrogat umwickeln, ein zentraler Punkt der Geschichte.